# Ollon
Pour les articles homonymes, voir Ollon (homonymie).
Ollon est une commune suisse du canton de Vaud située dans le district d'Aigle, dans le Chablais vaudois.

## Géographie
Le territoire d'Ollon, sur la rive droite du Rhône dans les Préalpes vaudoises, s'étend, en plaine, du Rhône (390 m en moyenne) jusqu'au Chamossaire (2 112 m), plus haut sommet de la commune.
Ollon, composé de vingt-trois villages ou hameaux, est une commune de tourisme d'altitude (Chesières, Les Écovets, Villars-sur-Ollon et Arveyes), d'agriculture (cultures en plaine, près de la plaine jusqu'à Huémoz puis alpages avec pâtures d'estive) et de culture de la vigne (123 hectares de vignes réparties entre Ollon, Verschiez, Plan-d'Essert, Antagnes, Les Fontaines et Salaz, appellation Chablais AOC). Une grande partie de la commune est couverte de forêts mixtes et de conifères dont l'exploitation est rendue difficile par le relief accidenté et très en pente. Un peu au-dessus d'Antagnes (et aussi à proximité de Villy), une partie des forêts est une grande châtaigneraie. Les pâturages constituent également une partie importante des territoires élevés de la commune (Bretaye, Ensex, Combe).
La commune compte 23 villages et hameaux. Le territoire d'Ollon s'étend sur 59,56 km2, faisant d'elle la sixième commune la plus étendue du canton. Lors du relevé de 2013-2018, les surfaces d'habitations et d'infrastructures représentaient 11,7 % de sa superficie, les surfaces agricoles 38,4 %, les surfaces boisées 46,3 % et les surfaces improductives 3,6 %.
Le territoire de la commune est borné à l'ouest par le Rhône, qui le sépare des communes valaisannes de Collombey-Muraz et Monthey et au sud par l'un de ses affluents, la Gryonne, qui la sépare de Bex et Gryon. À l'est, la limite débute au tripoint Ollon - Gryon - Ormont-Dessus sous Le Culan, passe à l'est du col de la Croix et rejoint la tête de Meilleret (1 939 m), tripoint des communes d'Ollon, Ormont-Dessus et Ormont-Dessous. Puis la limite avec Ormont-Dessous, au nord, se poursuit sur la crête orientée Est-Ouest jusqu'à tête Ronde où elle bifurque vers le nord jusqu'aux parois rocheuses dominant le lac des Chavonnes. Ensuite elle passe entre le lac de l'Entonnoir (Ormont-Dessous) et le lac Noir (Ollon) et continue en direction du Nord jusqu'à la Grande Eau au-dessous du hameau d'Exergillod dans la vallée des Ormonts en passant à l'est du point 2 036 m, relié au Chamossaire par une crête. À partir d'ici, la limite nord de la commune, qui marque alors la frontière avec la commune d'Aigle, se poursuit dans les pentes entre la Grande Eau et les hameaux de Plambuit et Panex jusqu'au nord de Verchiez. De là, elle descend dans la plaine du Rhône par le vignoble et rejoint le fleuve au nord de l'étang Aval.
| Aigle                | Ormont-Dessous | Ormont-Dessus |
| Collombey-Muraz (VS) | Ollon          | Ormont-Dessus |
| Monthey (VS)         | Bex            | Gryon         |

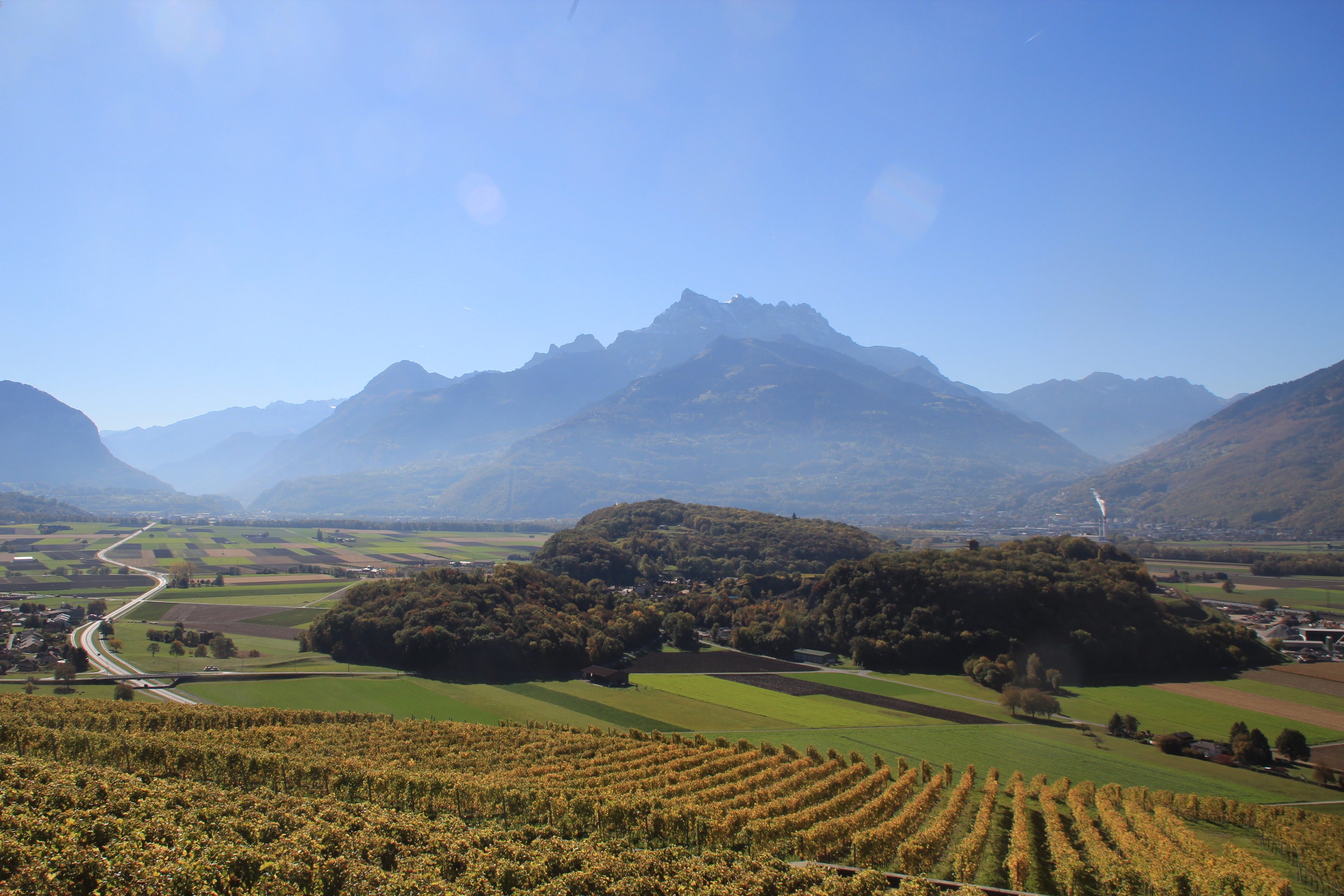
La colline de Saint-Triphon dans la plaine arable du Rhône.
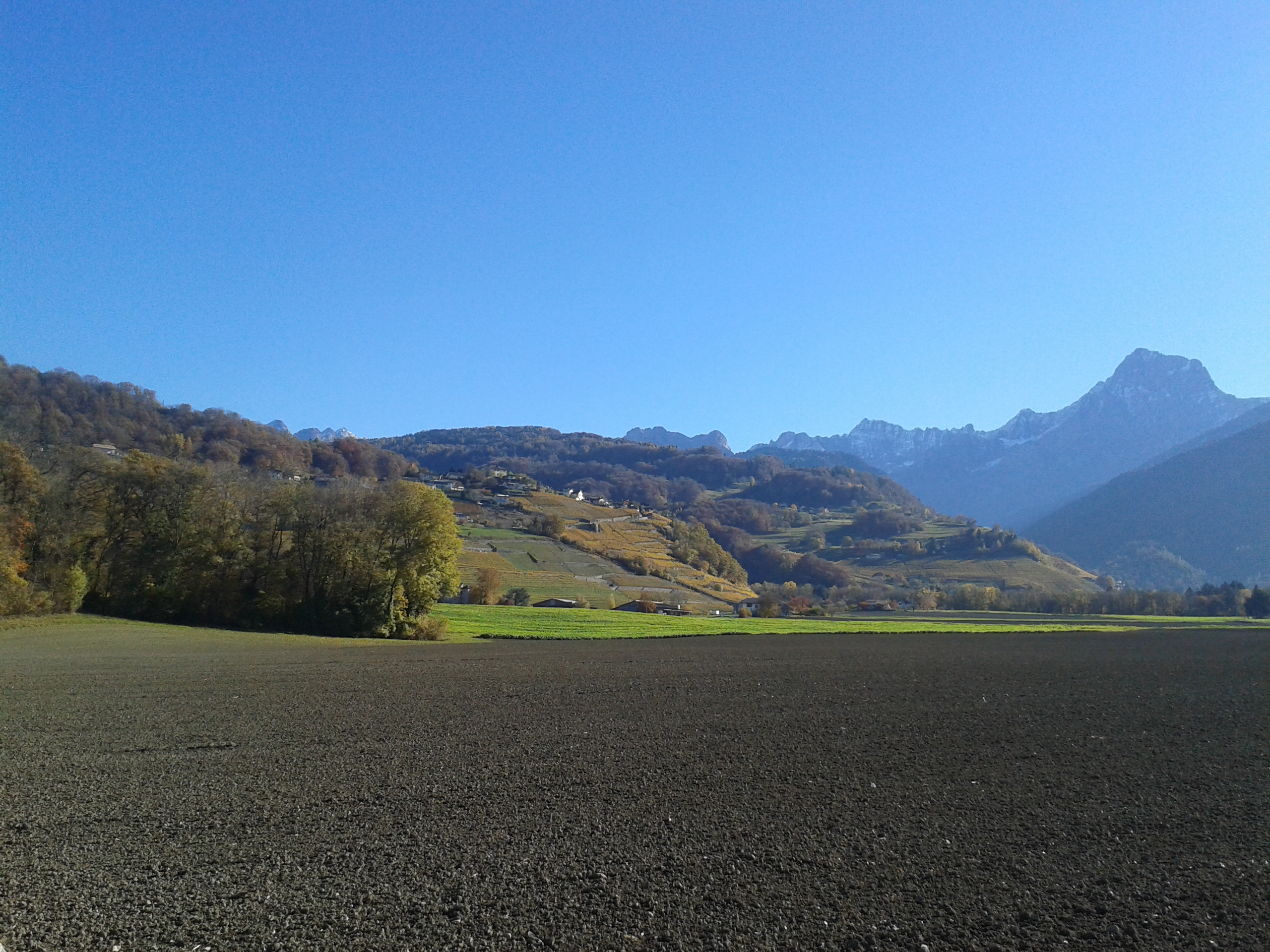
Cultures en plaine, vignobles et forêt sur les coteaux.
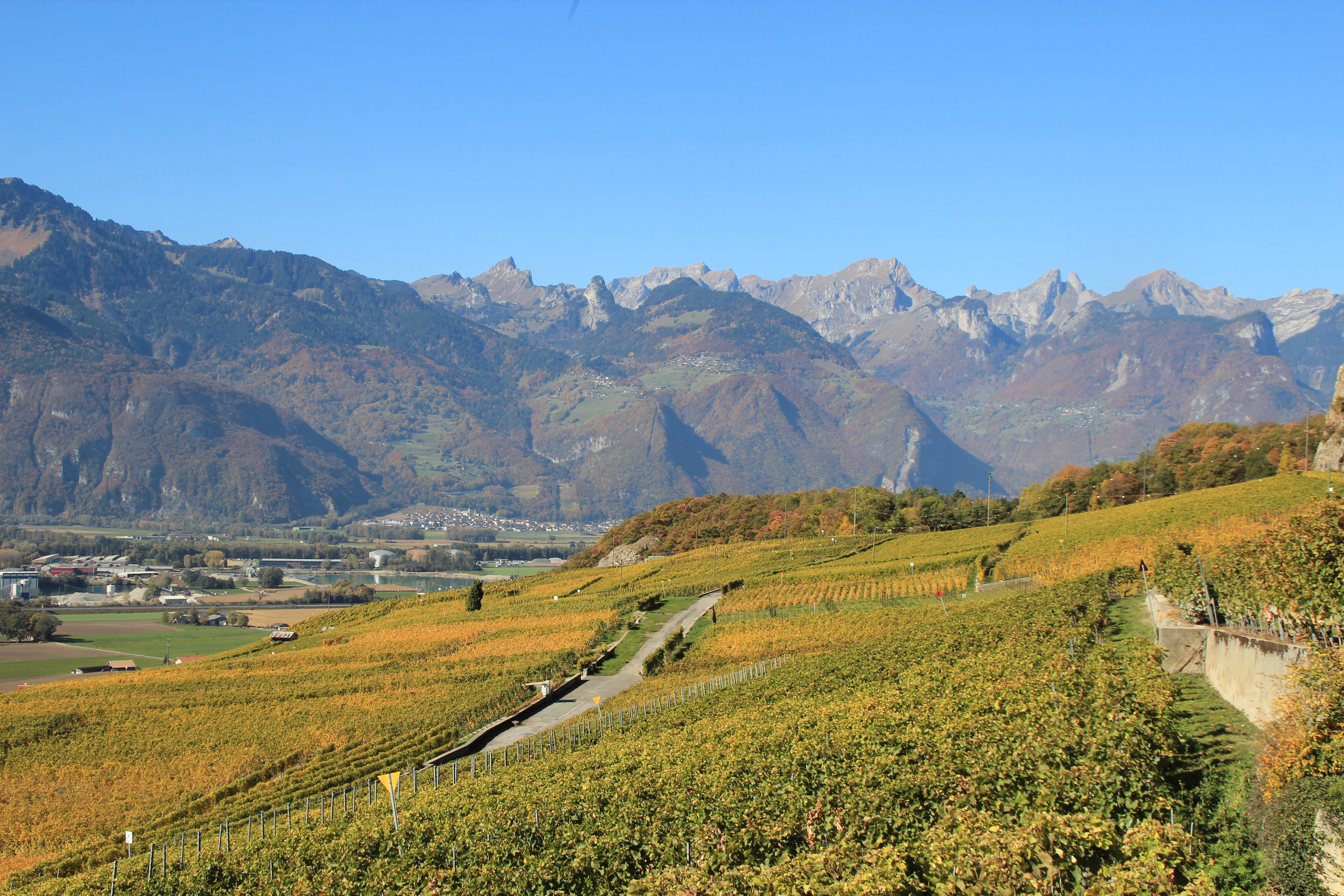
Grandes Vignes et les montagnes du Chablais valaisan.
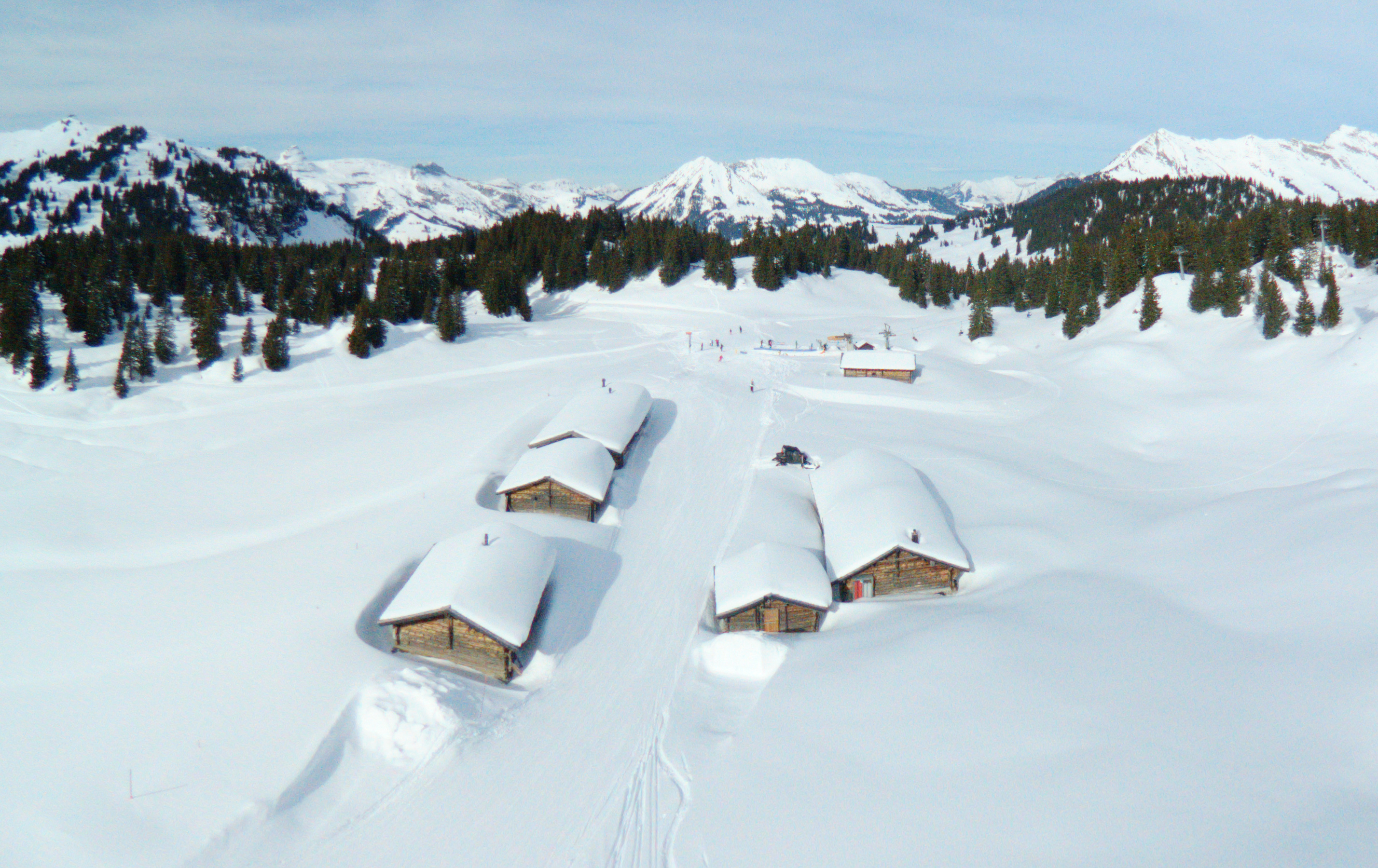
Vue des chalets d'alpage de Combe.
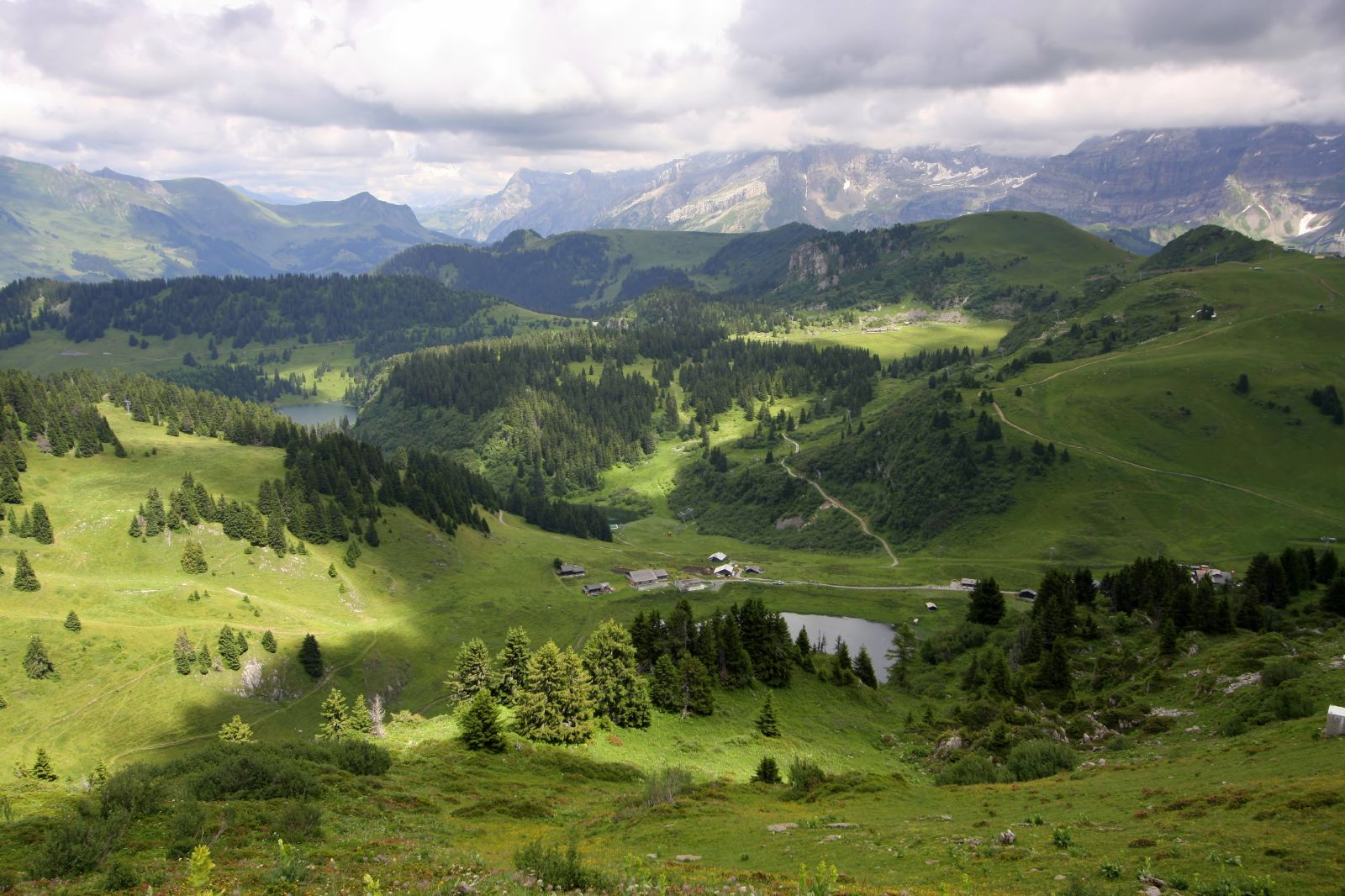
Vue du lac de Bretaye depuis le Chamossaire.

### Villages, hameaux et lieux-dits de la commune d'Ollon

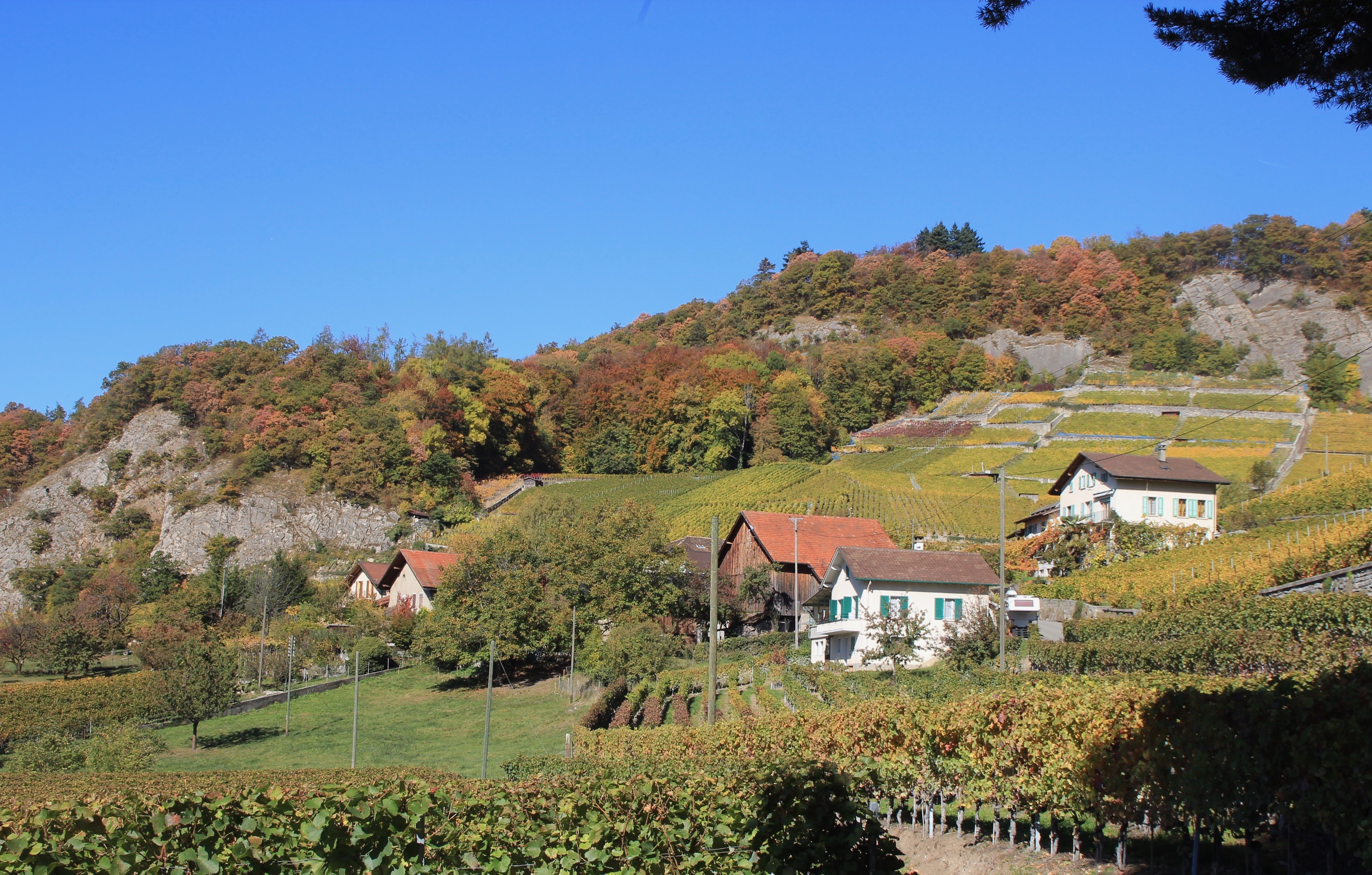
Le hameau de Verchiez.

- Ollon (478 m), Antagnes (567 m), Auliens (807 m), Crettaz-Tavez (779 m), Forchex (748 m), Glutières et la Pousaz (773 m), Les Combes (884 m), Les Écovets (1 300 m), Les Fontaines (502 m), Plan-d'Essert (655 m), Pallueyres (765 m), 23 habitants) ;
- Salaz (467 m), Verschiez (543 m) et Villy (411 m) : 3 273 habitants ;
- Arveyes (1 231 m) : 274 habitants ;
- Chesières (1 220 m), Curnaux (1 175 m) : 1 373 habitants avec
- Exergillod (862 m) : 3 habitants ;
- Huémoz (1 004 m) : 232 habitants ;
- Panex (935 m) et Plambuit (1 123 m) : 148 habitants ;
- Saint-Triphon (391 m) : 425 habitants ;
- Villars-sur-Ollon (1 253 m) et Bretaye (1 806 m) : 1 259 habitants ;
- Les alpages de la commune sont : Ensex (1 785 m), Bretaye (1 806 m) et La Truche (1 588 m).

### Ollon
Ollon, le centre administratif de la commune, est construit sur le cône de déjection du torrent Le Bondet dans la vallée du Rhône. Le centre de la localité se situe à 478 mètres d'altitude tandis que le haut du village atteint environ les 520 mètres. Depuis les années 1990, les nouvelles constructions atteignent le bas du cône de déjection dans la plaine du Rhône à 400 mètres d'altitude.

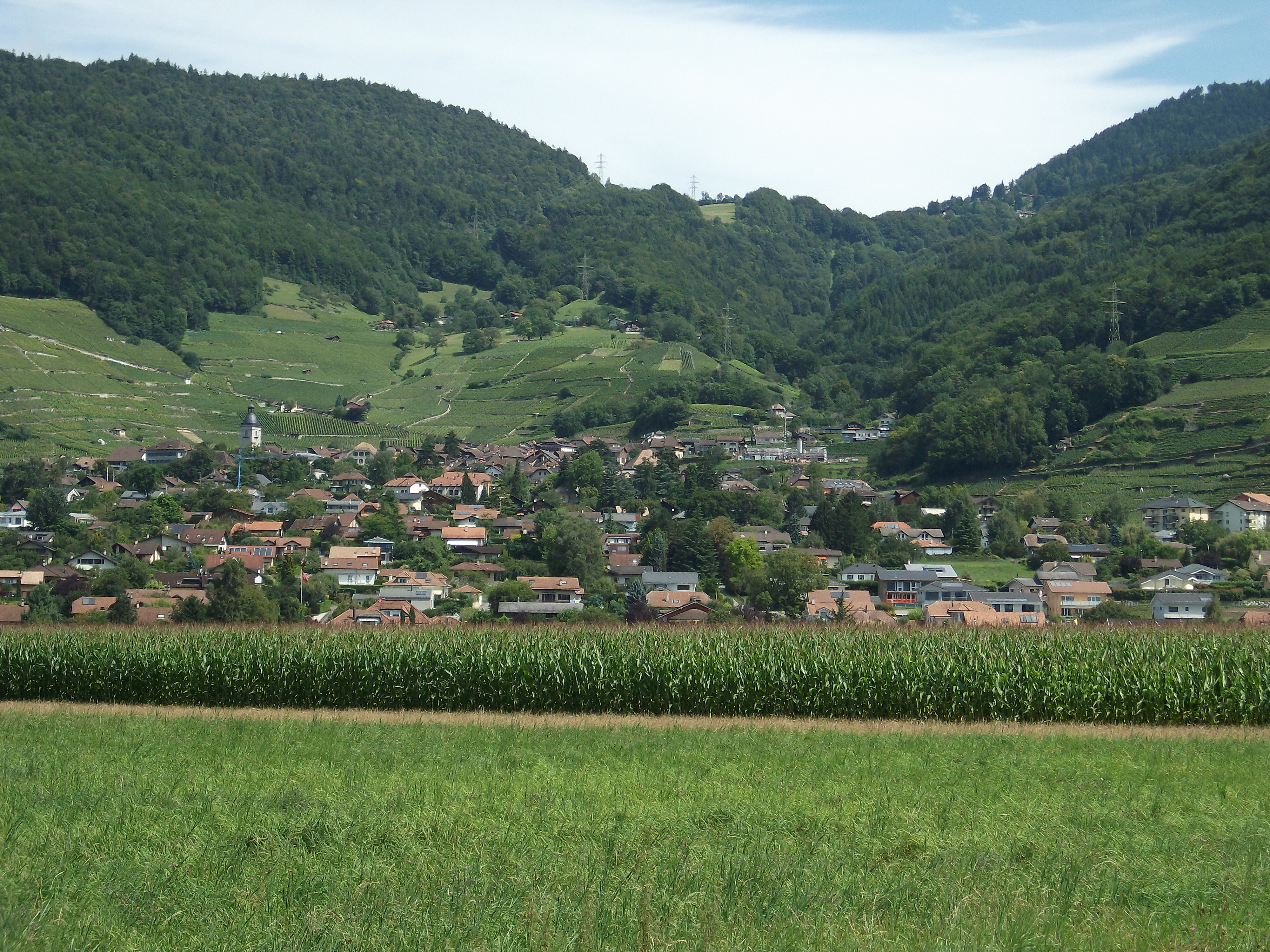
Ollon sur son cône de déjection vu de la plaine du Rhône.
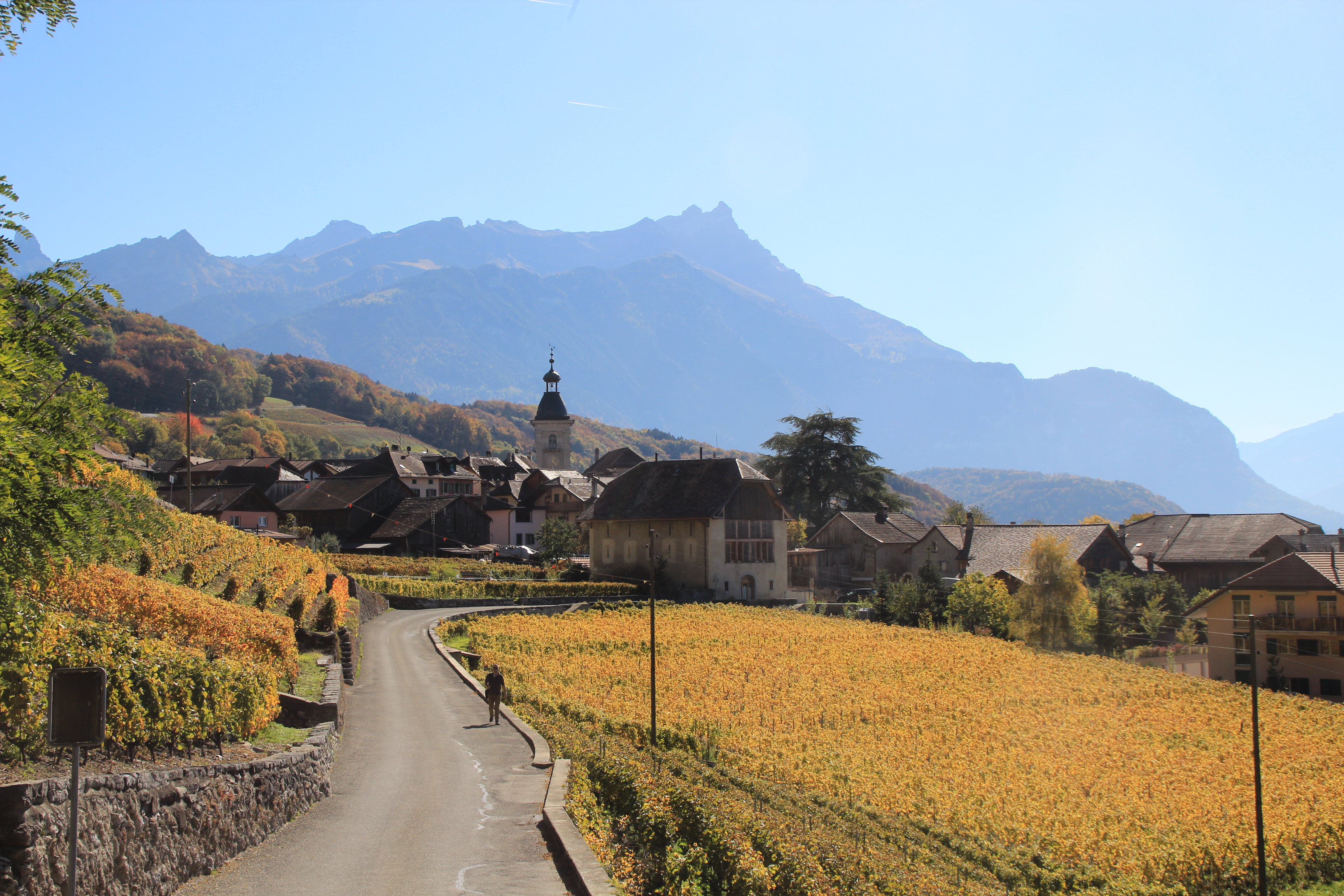
Vue d'Ollon depuis le nord.
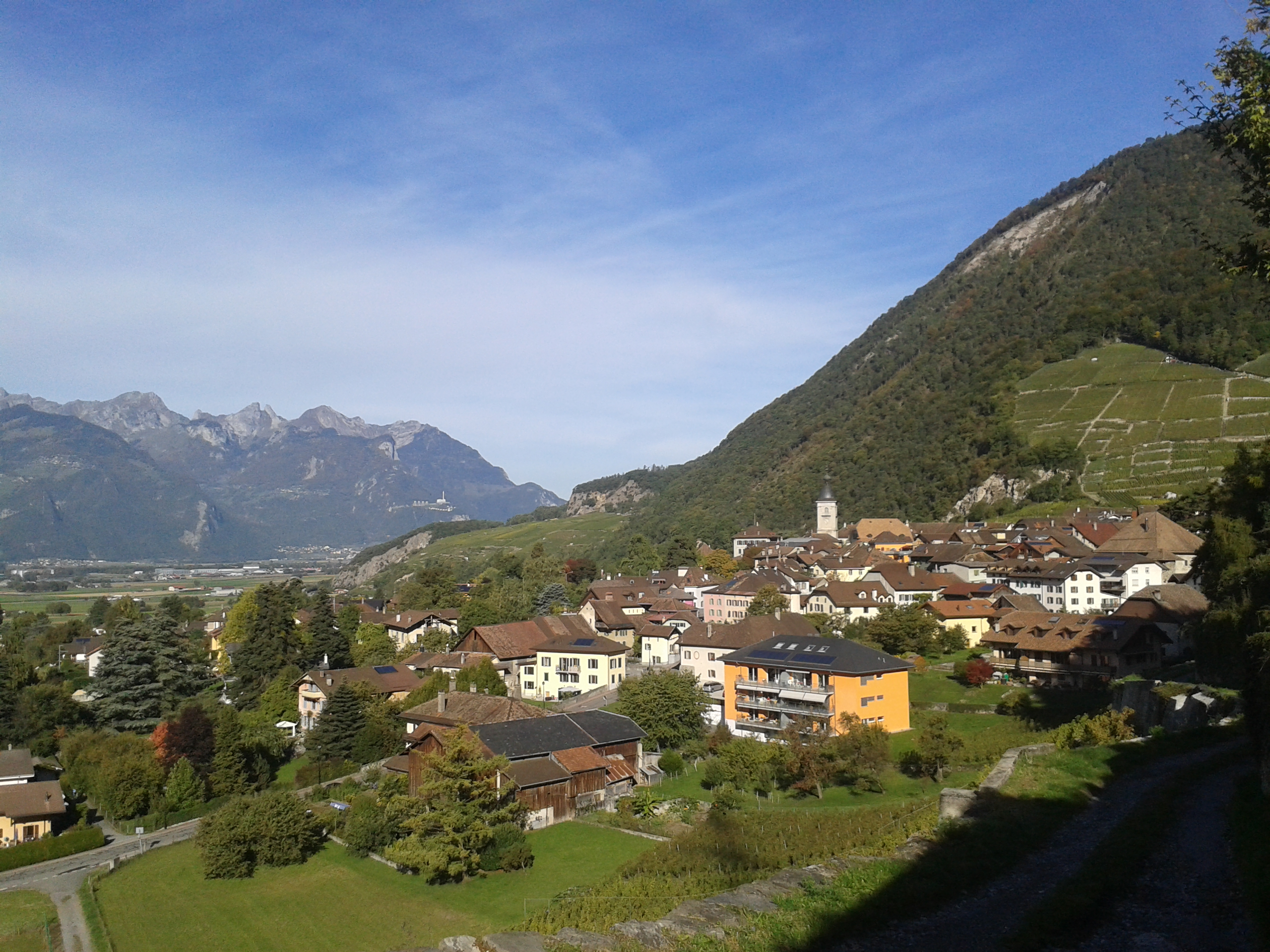
Vue d'Ollon depuis le sud, vignes du côté des Arnoux.
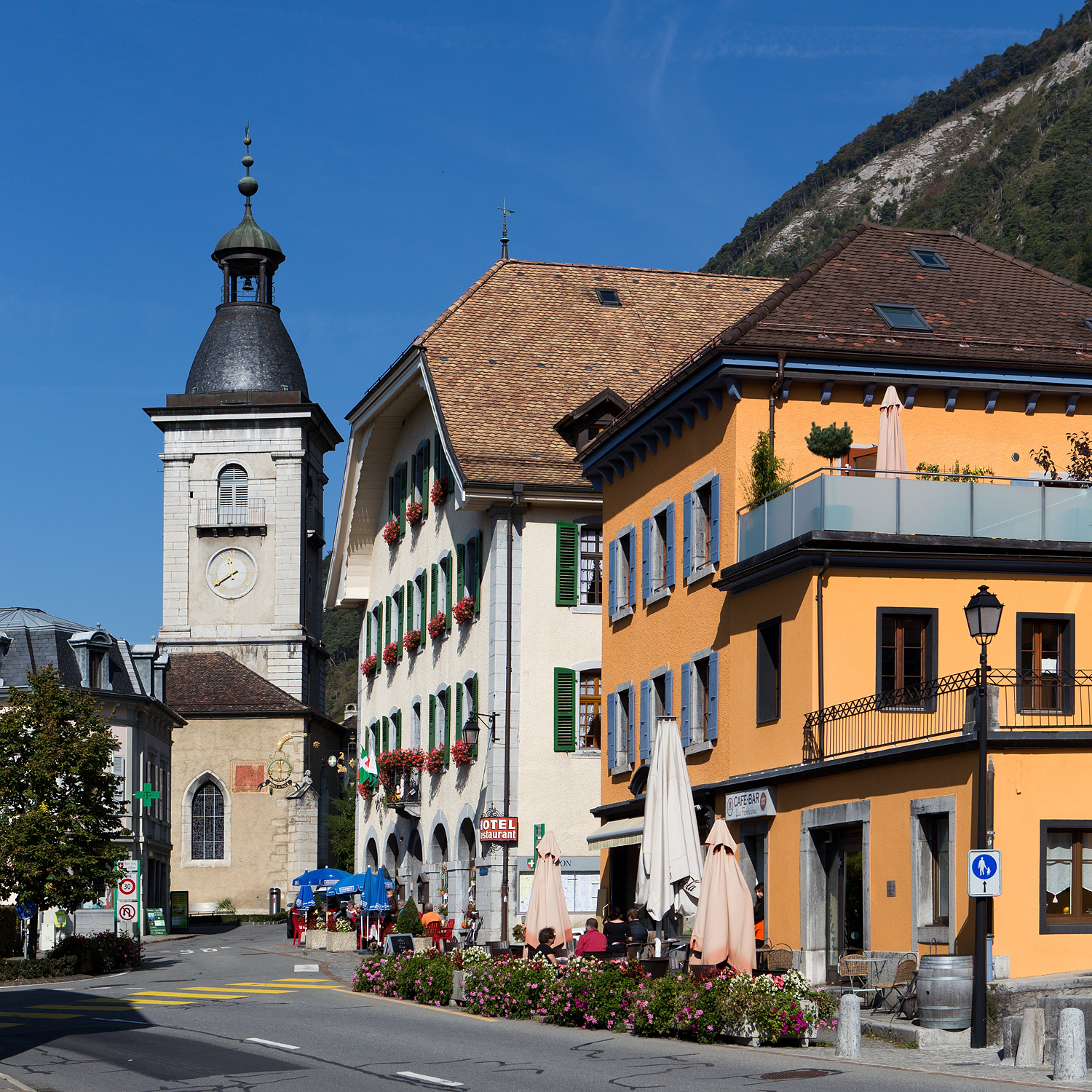
Église réformée Saint-Victor au centre du village.
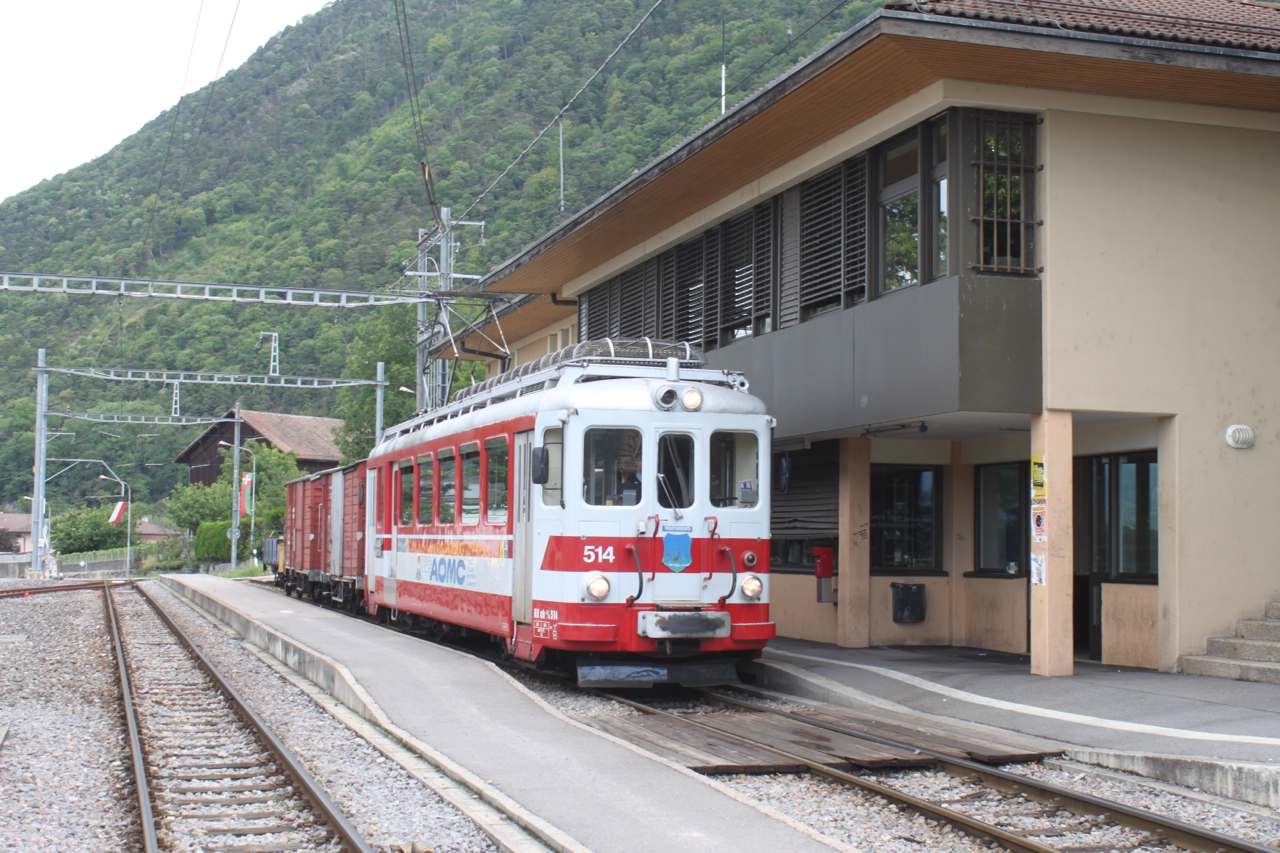
L'AOMC en gare d'Ollon.

### Saint-Triphon
Les habitants de Saint-Triphon s'appellent les Saintriphoniers.

### Antagnes, les Fontaines-sous-Antagnes et Salaz

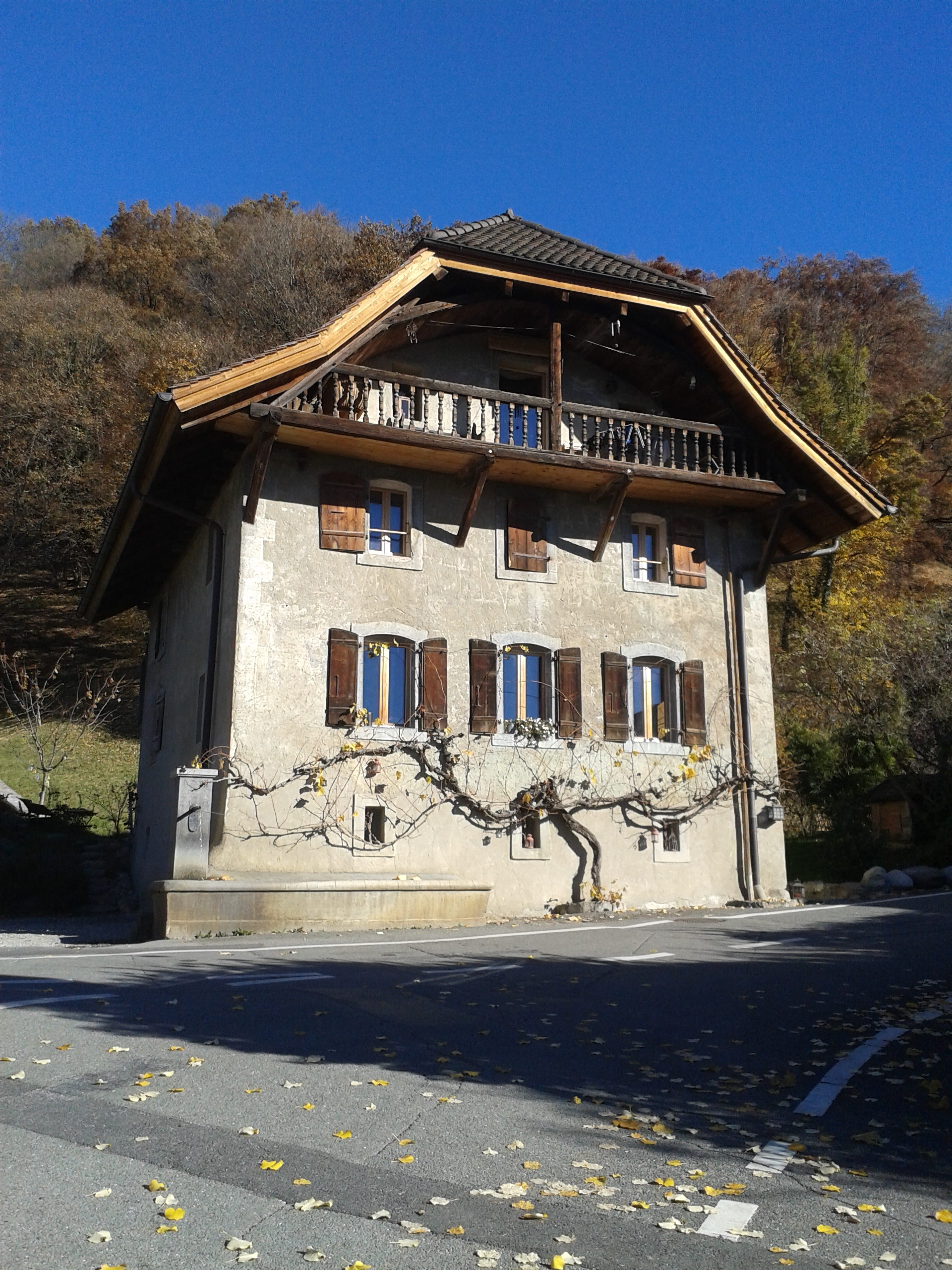
Maison vigneronne à Antagne.

#### Antagnes
Ce village étendu est situé au-dessus des vignes et au-dessous des châtaigneraies. Les habitants de la localité s'appellent les Antagnoux.
Antagnes est desservie par la ligne 115 de bus MobiChablais. Glutières et la Pousaz se trouvent au-dessus de la route cantonale Ollon-Villars, ils sont donc desservis par la ligne de bus des TPC 144 Aigle-Ollon-Villars.
Antagnes se situe sur le tracé du Sentier du sel qui relie la halte de Plambuit (sur la ligne ferroviaire TPC Aigle-Sépey-Diablerets) au Bévieux-sur-Bex  (sur la ligne ferroviaire TPC Bex-Villars-Bretaye), c'est-à-dire à la saline de Bex.

#### Les Fontaines-sous-Antagnes
Le hameau des Fontaines, composé d'une dizaine de maisons, est niché sur un coteau occupé par la vigne et exploité par des vignerons-encaveurs. Son architecture est composée du même type de maisons de paysans-vignerons que celles d'Antagnes. La ligne de bus 115 le dessert.

#### Abbaye de Salaz
Le territoire de la commune d'Ollon a en grande partie appartenu à l'abbaye de Saint-Maurice et ces terres formaient une grande part de son domaine agricole. Des deux maisons qui existaient à cette époque, seule celle de Salaz a subsisté de nos jours. Elle est connue sous le titre d'abbaye de Salaz et est actuellement un domaine agricole. À côté de cette grande maison, il semble que le hameau de Salaz n'ait jamais eu « plus de quinze maisons avec moins de cent habitants, faute de bonne source ».
Située au pied du village d'Antagnes et de ses vignes, l'abbaye de Salaz était en fait une grande maison et un centre administratif, mais il n'y a jamais eu de moines ou de chanoines y vivant en communauté au sens de celui d'un monastère.

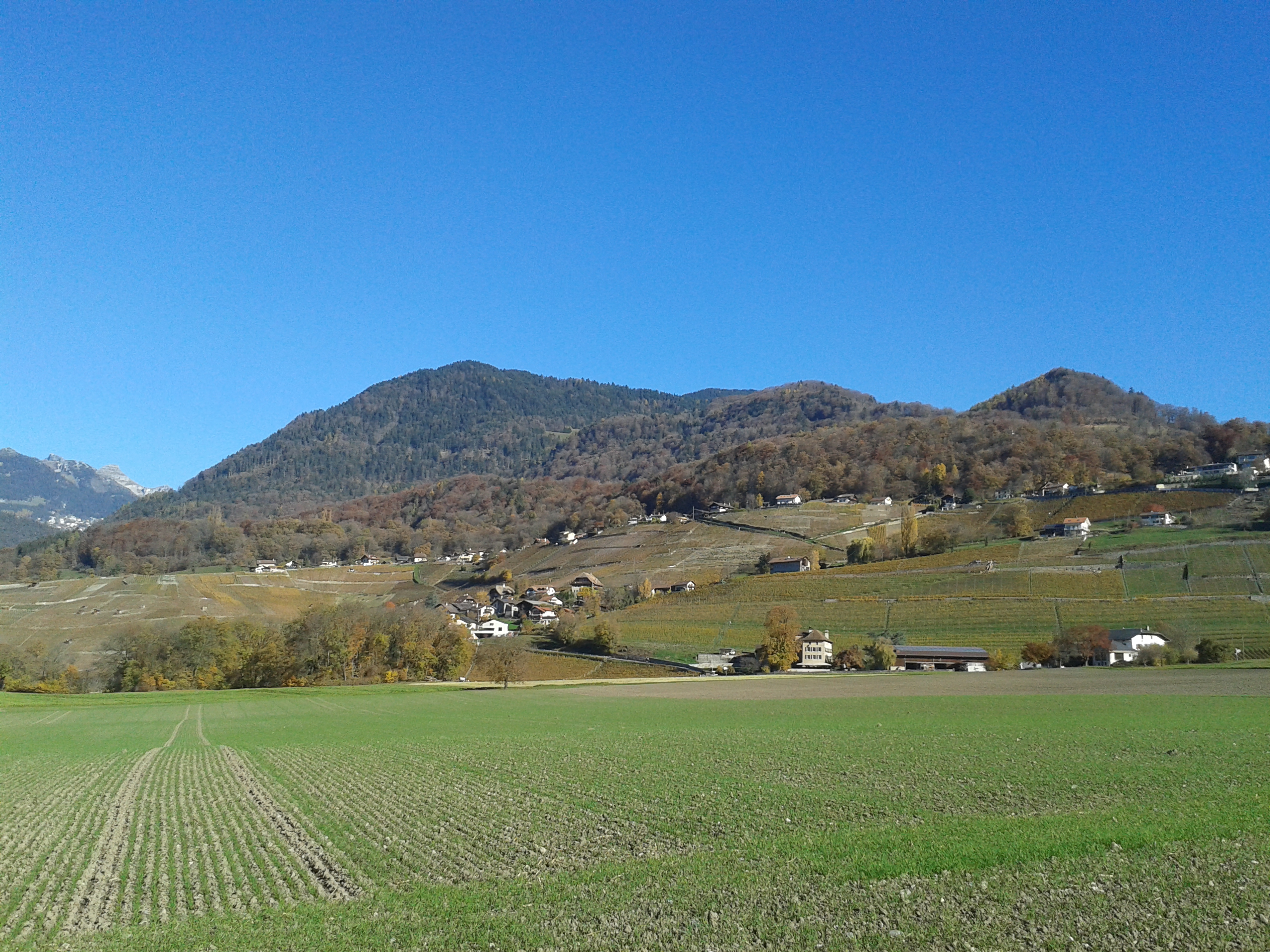
Plaine arable et abbaye de Salaz dominés par Les Fontaines et Antagnes sur le coteau couvert de vignoble et la châtaigneraie.

Cette grande bâtisse a été fondée et développée de 1153 à 1168 par l'abbé Rodolphe de Saint-Maurice. Son histoire et son influence sont complexes. En effet, cette maison avait des droits sur les territoires d'Ollon mais elle détenait aussi des droits et des abergements aux Fontaines, vers les Moulins, aux Rutils, à Antagnes, à Forchex, à Huémoz, à Panex, aux Ormonts, à Noville et au Val d'Illiez. Elle exerçait aussi un droit de justice à Lavey. En fait, en 1599, l'abbaye de Salaz exerçait des droits sur « tous les hameaux du village d'Ollon ». Au XVIIe siècle, elle s'étendait sur 687 hectares de prés, jardins, vergers, champs, vignes, fermes, moulins, granges, pâturages. Entre 1707 et 1716, la maison de Salaz aurait pu être rénovée de manière importante, peut-être à la suite d'un incendie. En 1765, une nouvelle grange fut construite à Salaz mais cette dernière a été détruite par un incendie en 1979, elle a depuis été remplacée par un « rural » moderne. Et, dans le courant du XVIIIe et du XIXe siècle, les moulins de Salaz se développèrent en une petite zone de scierie, battoir à grain et d'huilerie.
Dès 1475, le mandement d'Ollon (qui faisait partie du gouvernement d'Aigle) devint territoire bernois mais l'abbaye de Saint-Maurice y conservait des droits et sa « maison appelée de Salas ». Après la Réforme de 1528, les tensions entre Berne et l'abbaye de Saint-Maurice s'accentuèrent. En effet, si le territoire est devenu protestant en 1528 et que l'abbaye de Saint-Maurice y a perdu ses droits spirituels, les territoires restaient tout de même soumis aux droits temporels de l'abbaye de Saint-Maurice qui y restait seigneur féodal. Après discussions avec Berne, l'abbaye de Saint-Maurice put continuer à percevoir les dîmes et rentes, mais elles devaient être affectées à l'école ou au traitement du pasteur. Cela a pour effet que les pasteurs seront en effet rémunérés par les rentes de l'abbaye [de Saint-Maurice] jusqu'au XVIIIe siècle, rentes qui auparavant payaient les curés. En 1581, à la suite d'un procès entre l'abbé de Saint-Maurice et les hommes d'Ollon commencé en 1569, il fut décidé que « les taillables de l'Abbaye devaient racheter leur affranchissement taxé à 100 florins par personne ». Finalement, en 1851, l'abbaye de Saint-Maurice fut obligée de vendre la maison de Salaz au fermier Jean-Alexis Fayod.
Dans un premier temps, Jean-Alexis Fayod essaya de développer un pensionnat dans la maison de Salaz. N'y parvenant pas, il dut se résoudre — en 1852 — à vendre la propriété en plusieurs lots. Dès lors, le domaine fut réduit à 27 hectares et connut plusieurs propriétaires successifs : François Pasche, Christian Herren, Charles Mérinat-Jaccoud, Heinrich Bredan, Louis Rittener, Gottfried Hermann, Théophile Aellen, Gustave Amiguet-Emch, Alfred et Willi Aepli.

### Forchex, Pallueyres, Glutières et la Pousaz

#### Forchex
Le hameau de Forchex est assis sur un petit plateau qui surplombe les gorges de la Gryonne. Il est situé juste en dessus des mines de sel de Bex (Bouillet) et se trouve en face du village bellerin de Fenalet. Ses habitants sont appelés les Forcheziens.
Forchex est composé de granges, de constructions en madriers, mais aussi des maisons en maçonnerie (partie ouest de la localité). Le village a subi un incendie important en 1838.
Forchex était un dizain de la commune faisant le lien entre, d'une part la plaine et les vignes (comme Villy et Antagnes), d'autre part la montagne et les localités situées à mi-mont (comme Huémoz). Le dizain comprenait aussi : Palluyeres, Glutières et la Pousaz. Les habitants de ces quatre hameaux étaient paroissiens d'Ollon, puis rattachés à la paroisse de Huémoz, à laquelle ils ont été liés de 1824-1845 et de 1860-1999. De 1899 à 1974, les enfants  ont été scolarisés à Huémoz, puis, finalement, répartis sur l'ensemble des établissements scolaires de la commune. Depuis la construction du collège de Perrosalle à Ollon, les enfants de Forchex, Pallueyres, Glutières et La Pousaz y sont scolarisés de la première à la onzième année HARMOS.
Le village de Forchex se trouve en contrebas de la route cantonale Ollon-Villars, il est desservi par la ligne de bus des TPC 144 Aigle-Ollon-Villars.

#### Pallueyres

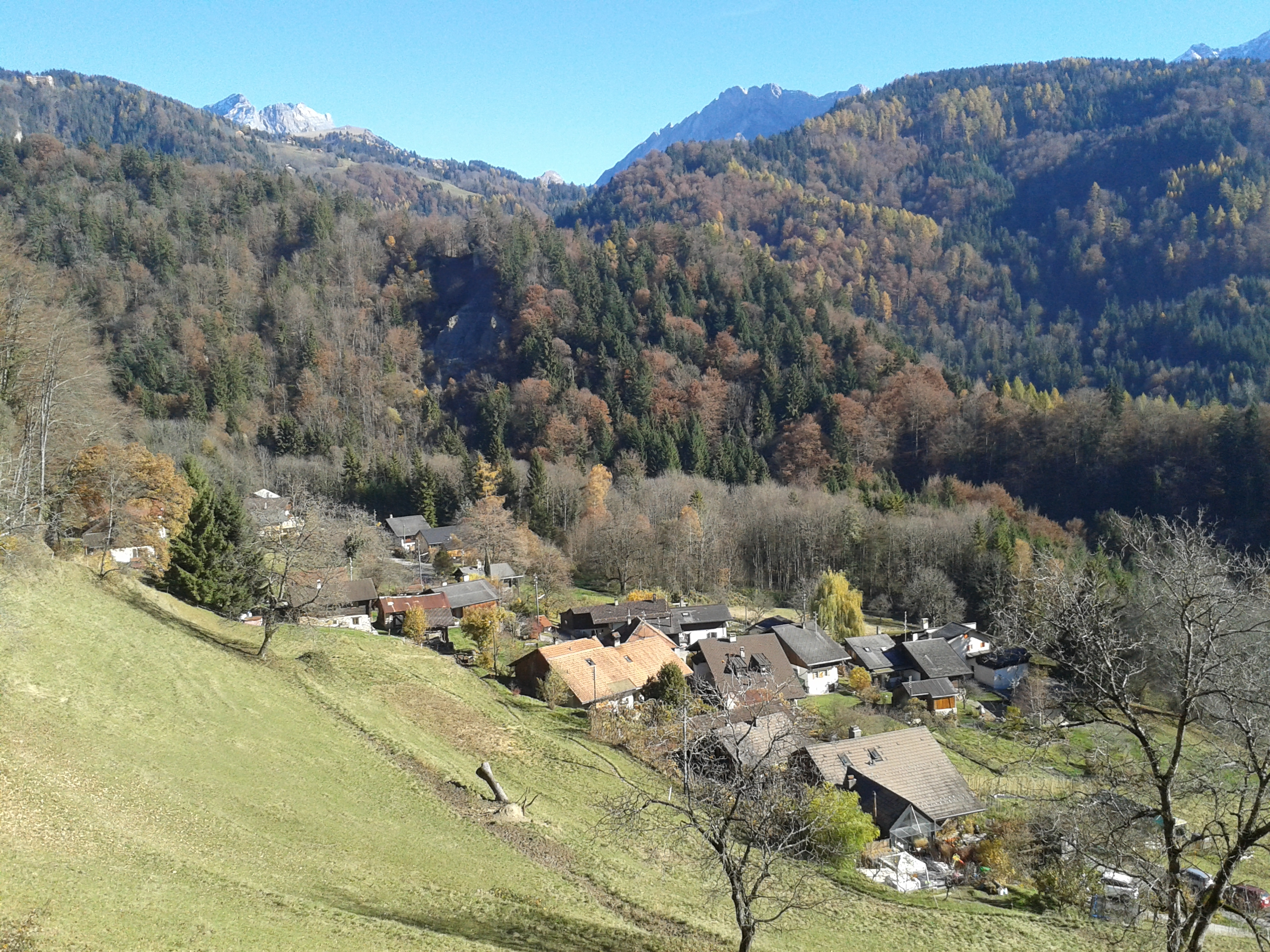
Vue de Pallueyres.

Le nom de la localité Pallueyres, qui se trouve dans une combe, viendrait des terrains marécageux qui l'entourent. Les eaux de la Petite-Gryonne y faisaient fonctionner des moulins, mais ces derniers ont été détruits en 1910 par une crue importante de la rivière. Le village possède des maisons en madriers et en maçonnerie et comporte plusieurs pressoirs car, en raison de la proximité des vignes d'Antagnes, beaucoup préféraient monter le raisin pour le presser et vinifier au village.
Le hameau de Palluyeres se trouve en contrebas de la route cantonale Ollon-Villars, il est donc desservi par la ligne de bus des TPC 144 Aigle-Ollon-Villars.

#### Glutières et La Pousaz
Les hameaux de Glutières et La Pousaz, appelés aujourd'hui simplement Glutières, se situent au-dessus des châtaigneraies d'Antagnes. Le travail de la terre s'y effectuait sur des champs en terrasses qui sont encore visibles aujourd'hui. Une exploitation agricole y subsiste encore.
Si Glutières était construit en bois, La Pousaz était majoritairement en pierre, un grenier en maçonnerie y est encore conservé. Actuellement, la partie inférieure du village comporte une zone de villas dont les premières doivent dater des années 1960-1970. Un peu isolé dans la forêt, en direction de Panex, se trouve le hameau du lieu-dit : Tassonnaire.
Ces deux hameaux se situent sur le tracé du sentier du sel qui relie la halte de Plambuit (sur la ligne ferroviaire TPC Aigle-Sépey-Diablerets) au Bouillet, c'est-à-dire les mines de sel de Bex.
Glutières et La Pousaz se trouvent au-dessus de la route cantonale Ollon-Villars, ils sont donc desservis par la ligne de bus des TPC 144 Aigle-Ollon-Villars.

### Villars, Chesières, Les Écovets et Arveyes

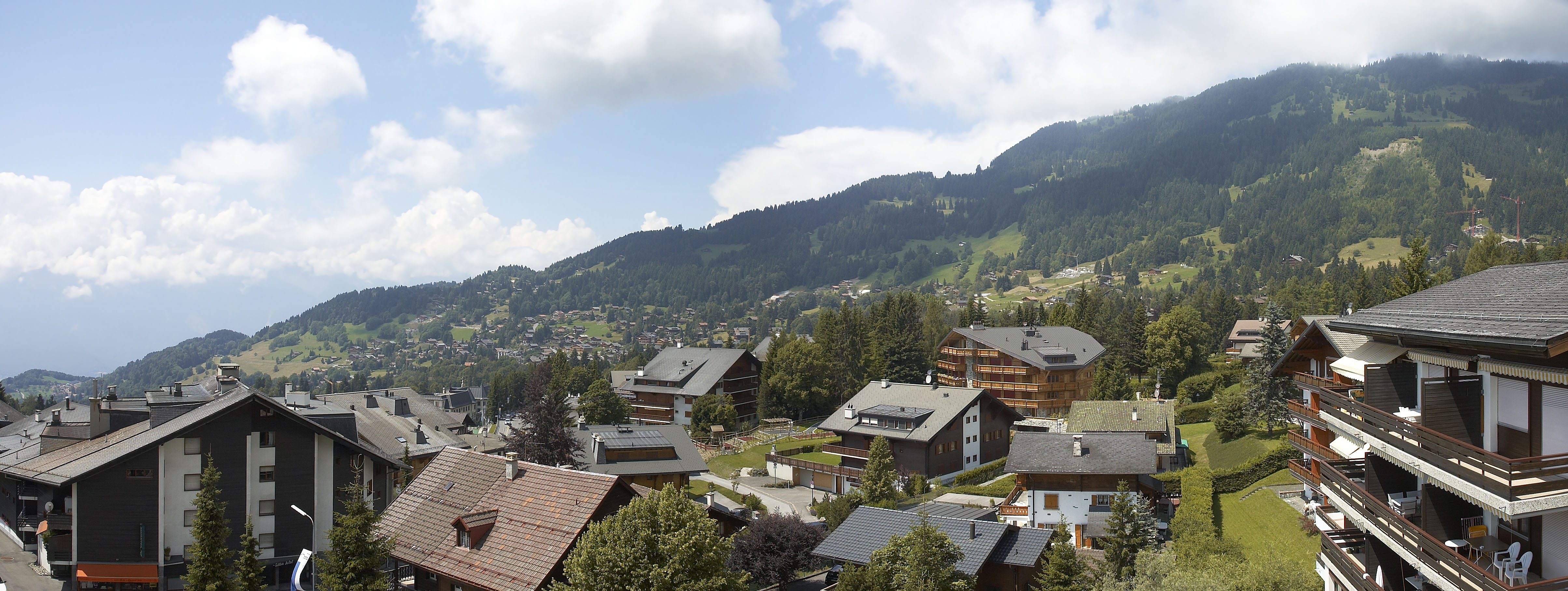
Vue de Villars-sur-Ollon et Chesières.

### Panex, Plambuit et Exergillod
- Panex[17].

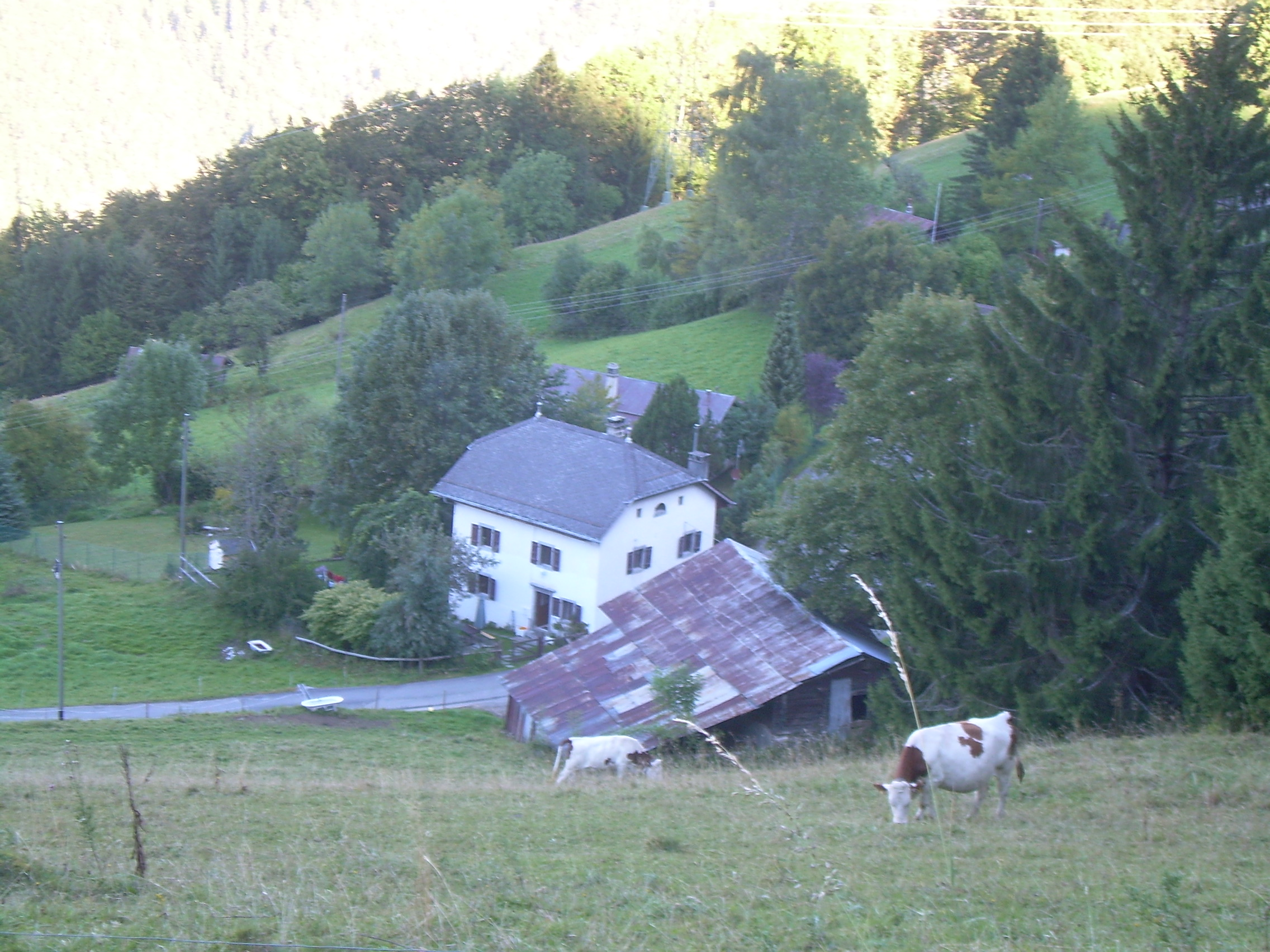
Plambuit.
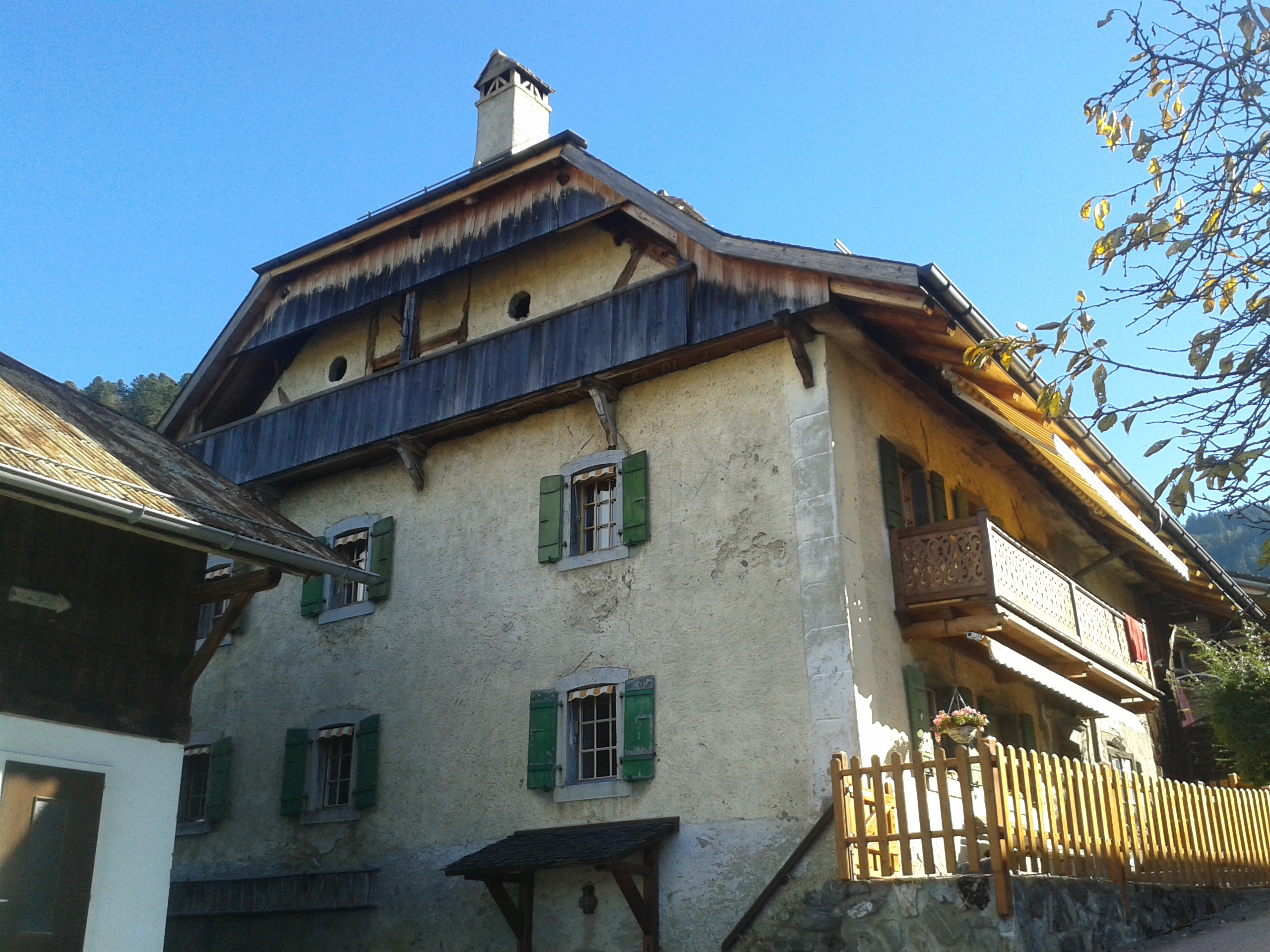
Panex : maison en pierre.

### Bretaye: alpage et station d'hiver
- Col de Bretaye[18]

### Transport

#### Transport public
Les Transports publics du Chablais (TPC) exploitent plusieurs lignes de train et de bus qui desservent les localités de la commune d'Ollon.
- Depuis la gare d'Aigle sur la ligne du Simplon des CFF, la ligne ferroviaire Aigle-Ollon-Monthey-Champéry (AOMC) dessert les haltes de Saint-Triphon-Village, Ollon, Les Arnoux, Villy et Saint-Triphon-Gare.
- La ligne ferroviaire Aigle-Sépey-Diablerets (ASD) dessert les haltes de Verchiez, Plambuit et Exergillod.
- Depuis la gare de Bex sur la ligne du Simplon des CFF, la ligne ferroviaire Chemin de fer Bex-Villars-Bretaye (BVB) dessert les haltes de La Clairière et d'Arveyes puis la gare de Villars et les haltes de Roches Grises, Col de Souds, Villars-sur-Ollon Golf, Bouquetins et Col-de-Bretaye.
- Ligne de bus 115 MobiChablais : Aigle - St Triphon - Ollon - Antagnes - Villy.
- Ligne de bus 116 MobiChablais : Aigle - Ollon - St Triphon - ZI d'Aigle.
- Ligne de bus 144 : Aigle - Ollon - Huémoz - Chesières - Villars-sur-Ollon.
- Ligne de bus Noctibus : Monthey - Bex - Ollon-Poste - Aigle - Villeneuve (vendredis et samedis soir).

En outre, la ligne de CarPostal 145 relie Ollon à Plambuit en passant par Panex.

#### Routes et autoroute
- Autoroute A9 (Vallorbe-Lausanne-Brigue)  18 (St-Triphon)
- Route principale H9 : Vallorbe - Lausanne - Aigle - Sion - Brigue - Col du Simplon - Gondo
- 147 Route principale H147 (RC 719b) : H9 (RC 780a) - Ollon - Auliens - Huémoz - Chesières - Villars-sur-Ollon (les deux sens uniques) - Arveyes - La Barboleusaz (Gryon)
- Route cantonale 717 : pont sur le Rhône (Collombey) à Panex sur Ollon
  - Route principale de 2e classe 717b :  pont sur le Rhône - A9 Saint-Triphon - RC 780a Bruet par jonction
  - Route secondaire RC 717d : H147 (RC 719b) Ollon - Vers Les Moulins - Plan d'Essert - Panex
- Route communale du col de la Croix : H147 (RC 719b) Villars - col de la Croix (1776 m) - Les Diablerets H142 (RC 706b), ouverte de mai à novembre

## Toponymie
Le nom de la localité est attesté sous les formes Aulonum en 516, Olonum en 1032, Oluns en 1178, Oulon en 1211, Olun en 1217, Olons en 1250 et Oullon en 1595.
Ollon serait un nom issu du gaulois aballo- qui signifie « pomme » ou « pommier » et ayant comme racine indo-européenne *abel-/abol-, de même sens, bien que les formes anciennes ne soient pas suffisamment caractérisées. On compare avec Ollon (France, Drôme, castrum de Avalono 1252 [inventaire des dauphins, 252], castrum de Aulono 1284 [Valbonnais, II, 118]), dont les formes plus tardives sont identiques.

## Histoire

### Histoire de la paroisse protestante

#### Paroisse médiévale
L'histoire de la commune d’Ollon et de ses paroisses est étroitement liée à celle de l'abbaye territoriale de Saint-Maurice d'Agaune. Ollon faisait partie du domaine abbatial. La maison de Salaz dite Abbaye de Salaz en est un beau témoignage. Les chanoines réguliers de Saint-Augustin de Saint-Maurice possédaient aussi à Ollon une maison abbatiale – aujourd’hui disparue.

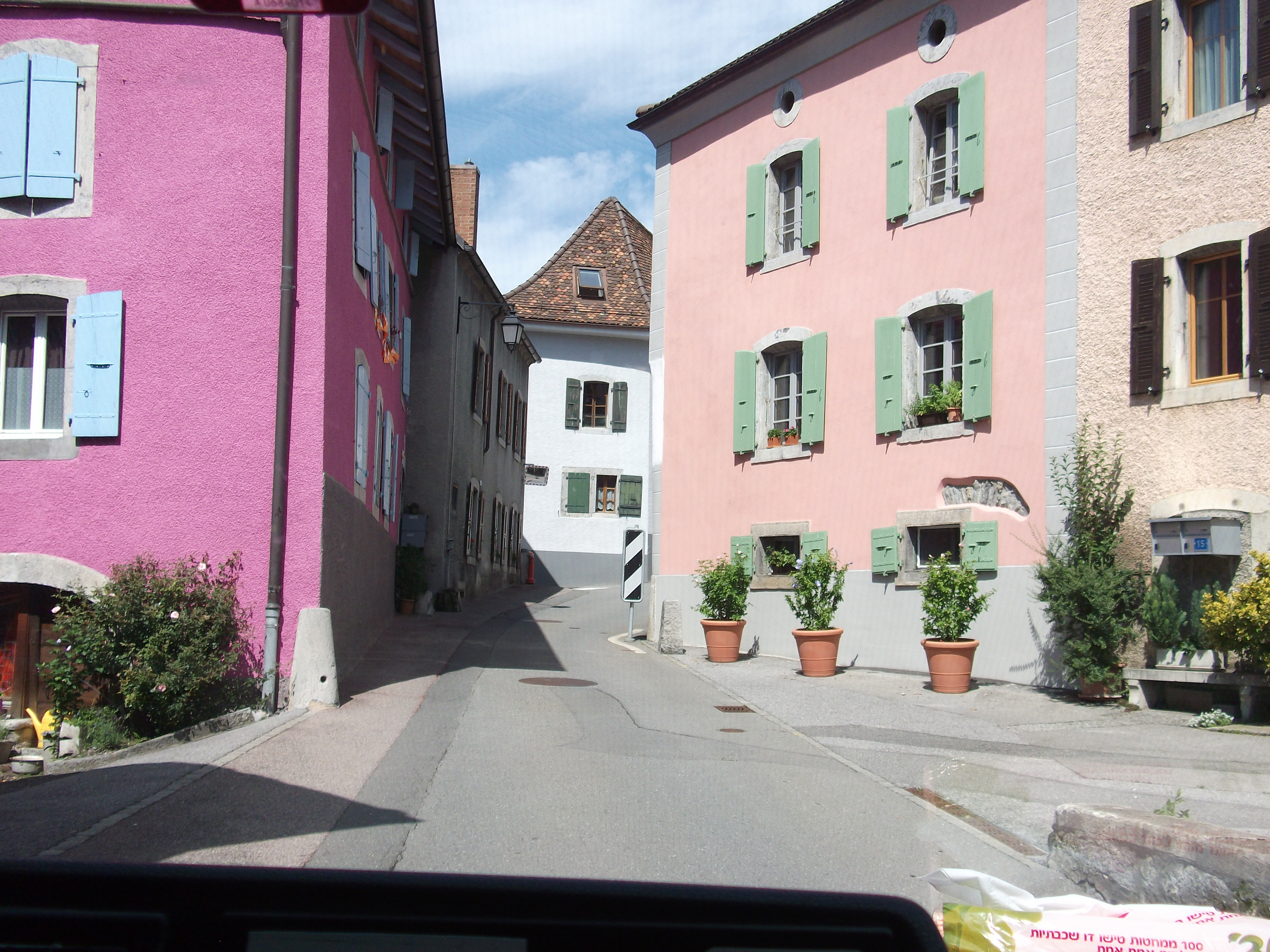
Ollon, rue de la Tour.

Vue aérienne du village (1952).

La présence d'une église est attestée à Ollon en 1179 et celle de la paroisse en 1244. Cette église était placée sous le patronage de saint Victor. Ce dernier aurait été membre de la légion thébaine martyrisée à Agaune vers 295-306 apr. J.-C. Un autre récit hagiographique prétend que cet officier romain, aurait réchappé au massacre mais serait mort martyre à Soleure aux côtés de Saint-Ours.
Ce bénéfice ecclésiastique dépendait de l’évêque de Sion et les curés de la paroisse étaient les recteurs de la maison abbatiale d’Ollon. L’ensemble des villages et hameaux de la commune dépendaient de cette paroisse bien que le pape Félix V ait autorisé en 1440 la construction d’une chapelle à Huémoz. Ce lieu de culte devait être desservi par le curé d'Ollon ou son vicaire.
À la suite du conflit armé qui oppose le canton de Berne au duché de Savoie par le truchement des guerres de Bourgogne, le IVe Mandement ou Mandement d’Aigle passe sous domination bernoise en 1476.

#### Réforme protestante et Contre-Réforme
Territoire sous domination bernoise depuis 1475, le gouvernement d’Aigle incluant le mandement d’Ollon a été naturellement traité de la même manière que le Canton de Berne en ce qui concerne le passage du culte catholique à la Réforme protestante.
Envoyé depuis la capitale de Berne, le réformateur Guillaume Farel prêche la Réforme dans la commune d'Ollon de 1527 à 1532. Il est plutôt mal accueilli dans la capitale de la commune : « Une émeute suscitée par la noblesse du pays, les De Rovéréaz en particulier, se produisit lors des prédications de Farel en 1527 sous forme d'une batterie de tambours à l'entrée de l'église, irruption de la foule, femmes comprises, qui renversa la chaire avec Farel qui s'y trouvait et qui fut chassé de la localité ». À Huémoz, la tradition populaire dit qu'il aurait été chassé du village par des volées de pierres et de casseroles lors de sa première prédication. La commune d'Ollon est officiellement passée à la Réforme en 1528. En effet, depuis 1475-1476, l'ensemble de ce territoire faisait partie du gouvernement bernois d'Aigle. Les Bernois avaient en effet conquis ces terres au détriment des possessions du Duc de Savoie. C'est donc logiquement que les prédications et l'adhésion à la Réforme protestante par la capitale de Berne (cf. par la dispute de Berne en janvier 1528) ont été étendues à la région du Chablais vaudois. L'édit de Réformation pour les bailliages bernois de la compagne est publié le 7 février 1528. C'est donc ainsi qu'en 1528 l'ensemble de la région passa au protestantisme et que le culte catholique est, non sans mal, interdit (dès le 2 mars 1528).
Le 14 mars 1528, les commissaires bernois viennent dans le IVe Mandement pour y présider le vote d'adhésion des paroisses à la Réforme. En fait, la suppression de la messe a déjà été faite à Ollon le 2 mars de la même année. Les autres paroisses de la région passent respectivement à la Réforme protestante à la fin février à Bex, le 2 mars à Aigle, Chessel et Noville finissent par accepter la situation au printemps. Les Ormonts ne l'adopteront qu'en janvier 1529. Cela fait du gouvernement d'Aigle la première région francophone officiellement passée à la Réforme. Et il est important de noter que ce n'est qu'en 1536 que le Pays de Vaud choisira la Réforme à la suite de l'invasion bernoise suivie de la dispute de Lausanne où Guillaume Farel et Pierre Viret jouèrent un rôle fondamental (octobre 1536). Cette année est aussi celle de l'adoption du Premier édit de Réformation (démantèlement du catholicisme) suivie de la construction progressive de l'église nationale du Pays de Vaud (cf. Synode de Lausanne en 1538).
En 1532, Claude Dieudonné est nommé premier pasteur d'Ollon. Il lui revient donc de prêcher, d'enseigner à la jeunesse et d'encadrer la population de tous les villages et hameaux de la commune. Le pasteur (appelé « Ministre » ou « Monsieur le Ministre » dans la Canton de Vaud) fait aussi partie du Consistoire, tient les registres d'état-civil (baptême, mariages et décès), a un rôle important dans l'institution de la Bourse des pauvres car les paroisses sont responsables de leurs pauvres et participe aux colloques bisannuels de pasteurs à Aigle. En 1695, pour seconder le pasteur, un conseiller consistorial est nommé pour Huémoz. Son rôle consiste à gérer les collectes, la Bourse des pauvres et faire régner la « paix du village ».

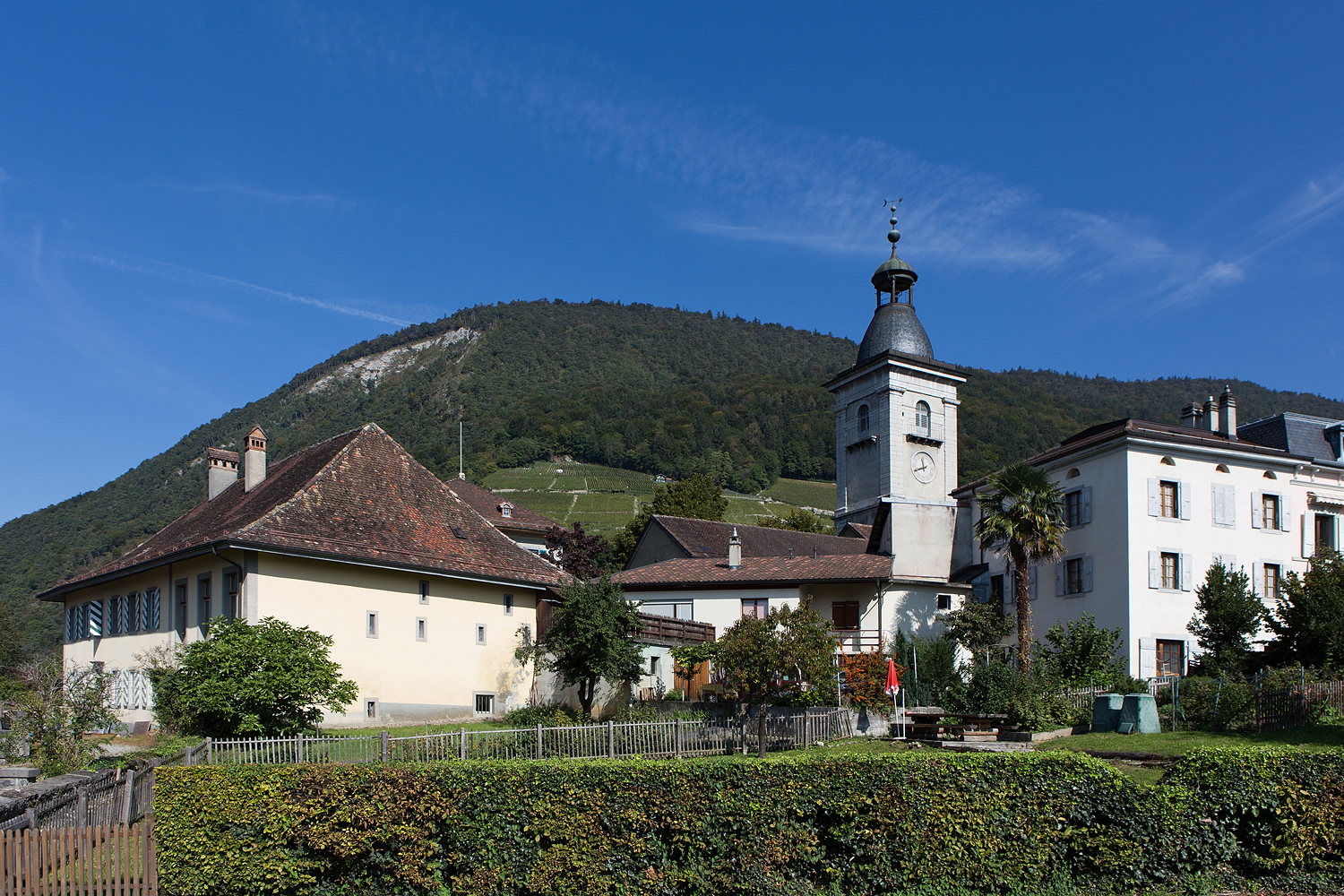
La cure protestante et l'église d'Ollon (église réformée anciennement Saint-Victor).

Il est utile de souligner que tout au cours des XVIe et XVIIe siècles, les responsables des paroisses protestantes du gouvernement d'Aigle ainsi que le Consistoire  (créé en 1528, ce tribunal disparut en 1798 à la chute du régime bernois) durent, en plus des fléaux moraux (danse, cabaret, grossesse hors mariage, recherches en paternité, inimitié, violence conjugale, promesse de mariage...) et sociaux (charivaris, déprédations, bagarres, insultes, maraudes, vols, troubles à l'école...) sévir à l'encontre de crimes religieux (mollesse religieuse, blasphèmes, non-respect du repos dominical...). Un autre accent du Consistoire était de lutter contre une forme cachée de catholicisme. Ce dernier survivait au travers de ce qui était perçu comme de la superstition par l'élite réformée à savoir : effectuer des signes de croix, réciter des Ave Maria (« Je vous salue Marie »)... Certaines personnes profitaient aussi des moments d'estive pour passer sur sol valaisan et se rendre à la messe. C'est le cas entre Anzeindaz et Derborence. Des paroissiens réformés se sont aussi rendus aux missions prêchées par les capucins à Saint-Maurice dès 1602,. Ces prédications très festives qui mettaient l'accent sur la dévotion eucharistique et mariale et sur le recours à la confession ont été organisées en Savoie et en Valais afin de convertir les populations de ces régions qui étaient devenues réformées comme dans le District de Chablais en Savoie ou bien celle qui était composée de sympathisants au protestantisme (comme à Saint-Maurice ou à Sion). Les pères capucins insistaient aussi sur l'enseignement entre autres par les prédications, mais aussi par la preuve de l'efficience de la foi catholique obtenue au cours de controverses publiques. C'est ainsi que l'ouvrage des Trophées Sacrés mentionne une longue dispute théologique qui aurait opposé des pasteurs de Bex aux capucins installés à Saint-Maurice.
Dans les relations conflictuelles et les guerres qui opposèrent catholiques et protestants dans l'Europe des XVIe et XVIIe siècles, il faut mentionner, depuis 1598, la protection des protestants français par l'Édit de Nantes. Au fil des années, les droits accordés aux réformés français vont se restreindre pour finalement être abolis par Louis XIV lors de la Révocation de l'Edit de Nantes en 1685. Cette décision autant religieuse que politique entraîna un départ massif des protestants français pour les régions protestantes de l'Europe et même outre-Atlantique. En attendant, nombre d'entre eux appelés huguenots transitèrent par la Suisse romande (principalement à Genève) pour atteindre le Nord de l'Europe. Si certains traversèrent le Pays de Vaud, peu s'y installèrent, encore moins dans le gouvernement d'Aigle (seulement 286 en 1698).

#### Paroisse protestante d'Ollon de la Révolution vaudoise à nos jours
Lorsque la Révolution française éclate en France en 1789, le Canton de Berne renforce le nombre de gardes en faction à ses frontières, principalement dans les zones limitrophes. Les autorités bernoises (Leurs Excellences de Berne) redoutent les séditions et les révoltes. En 1723, le Pays de Vaud avait d'ailleurs connu un épisode de tentative de soulèvement. À la tête de ce mouvement, le Major Jean Daniel Abraham Davel qui mobilisa ses soldats, soit près de 600 hommes du district militaire de Cully. Ce dernier n'obtint toutefois pas le soutien des autorités lausannoises. Il est arrêté le 1er avril et décapité à Vidy le 24 avril 1723. Dans le Pays de Vaud sous domination bernoise depuis 1536, certaines personnalités organisent des banquets souvenirs commémorant la prise de la Bastille puis, peu à peu, les oppositions apparaissent demandant la "suppression des privilèges réservés aux seuls bourgeois de Berne". Face à ces remises en question, leurs Excellences de Berne intensifient la surveillance de la population vaudoise et de ses élites. Une partie de ces dernières attend des soutiens venant de France afin de se positionner contre les autorités bernoises et obtenir la liberté et l'indépendance pour le Pays de Vaud. En 1997 à l'approche des troupes françaises et assurés de soutiens militaires de pays voisins, de nombreuses prises de positions d'autorités communales vont permettre de proclamer l'indépendance vaudoise le 24 janvier 1798,. Le Pays de Vaud prend le nom de Canton du Léman, et est intégré à la République helvétique,. Le 19 janvier 1803, la rédaction d'une nouvelle constitution pour la Suisse aboutit à l'Acte de Médiation qui va régir la vie politique du Canton de Vaud jusqu'en 1813 qui abroge l'Acte de Médiation,. La suite de l'histoire vaudoise sera celle du Canton de Vaud intégré à la Suisse puisqu'il signe le Pacte fédéral le 30 octobre 1814 et le second traité fédéral sera signé le 20 novembre 1815.
Pour la paroisse d'Ollon, ces changements politiques entraînèrent tout d'abord la disparition du Consistoire qui est remplacé par la Justice de Paix en 1803 puis, la fermeture de la Bourse des Pauvres en 1804. Pour le reste, la vie de la paroisse continua de manière identique. Elle a tout de même dû faire face aux demandes réitérées des villageois de Huémoz et des dizains du haut qui désiraient la création d'une paroisse indépendante pour les hauts de la commune. En 1824, Huémoz est érigé en paroisse protestante et ce, jusqu'en 1845. En 1830, le pasteur Charles Troillet devient le premier pasteur résident au village. Il est alors question de construire un cure dans la localité. En 1860, Huémoz est à nouveau érigé en paroisse jusqu'en 1999, bien qu'en 1947 Villars en soit détaché pour être érigé en paroisse autonome. Jusqu'à la création de la paroisse de la station de Villars, les hameaux de Glutières, Forchex, Pallueyres, Auliens, Les Combes, Curnaux, Chesières, Villars, Arveyes, Panex et Plambuit étaient liés à la juridiction de Huémoz. Durant de nombreuses années, un pasteur résida au village dans une cure aujourd'hui détruite mais durant les 30 années qui ont précédé la fusion des paroisses de la commune d'Ollon, les pasteurs étaient généralement des remplaçants non-résidents... et les pasteurs manquaient régulièrement. Depuis 2000, la paroisse d'Ollon fait partie d'un réseau plus large englobant Ollon, Huémoz et Villars. Deux pasteurs desservent cette entité. Un ministre de l'Église évangélique réformée du canton de Vaud est domicilié à Ollon et l'autre à Villars. Des cultes centraux sont régulièrement célébrés à Ollon, Huémoz et Villars et, chaque année, des fêtes paroissiales sont encore organisées dans certaines localités.
Pour le reste, comme dans l'ensemble de Canton de Vaud, l’Église nationale réformée vaudoise a été confrontée à la grande crise religieuse et politique qui entraîna la scission entre l'Église nationale vaudoise et l'Église libre. En effet, en 1839, l'adhésion obligatoire à la confession de foi a été supprimée puis, en 1845, « le gouvernement radical de Henri Druey voulut mettre les prédicateurs au service de la politique. Près de la moitié des pasteurs vaudois démissionnèrent alors, pour fonder en 1847 l'Église évangélique libre du canton de Vaud, qui se développa parallèlement et en concurrence avec l'Église nationale. Les deux Églises furent réunies en 1965 dans l'Église évangélique réformée du canton de Vaud, avec suppression des institutions parallèles ». À Ollon, l'église libre possédait un lieu de culte qui a été construit vers 1874-1875 par l'architecte François Jacquerod. Ce lieu de culte a été construit sur deux étages. En bas, le lieu de culte et de vie de la communauté paroissiale. En haut, les appartements privés du pasteur et de sa famille. De l'extérieur, ce lieu de culte ressemblait à une grande villa ou maison en pierre, seule l'inscription gravée sur la porte d'entrée de la chapelle permet de mettre en évidence la fonction première du bâtiment. Le texte est le suivant : « L'Éternel est celui qui te garde ».
Dans les années 2020, la paroisse réformée d'Ollon-Villars comprend les églises d'Ollon, de Huémoz et de Villars. Cette paroisse est desservie par les ministres de la paroisse réformée d’Ollon-Villars et d'autres ministres des paroisses réformées voisines et elle est intégrée dans un ensemble plus vaste de la région du Chablais vaudois qui regroupe plusieurs paroisses et gère ensemble de nombreux aspects des activités pastorales à savoir : Paroisse de Villeneuve-Haut-Lac, Paroisse des Ormonts-Leysin, Paroisse d'Aigle-Yvorne-Corberyier, Paroisse d'Ollon-Villars et Paroisse des Avançons.

## Population et société

### Gentilés et surnoms
Les habitants de la commune se nomment les Ollonais.
Ils sont surnommés les Boïards ou Boyards ou les Bots (lè Boyâre en patois vaudois signifie les crapauds ; ce surnom fait écho à celui des habitants d'Aigle, lè Renaillâre soit les grenouilles),.
Les habitants de la localité d'Antagnes se nomment les Antagnouds ou les Antagnards et sont surnommés les Châtaignes.

### Démographie

#### Évolution de la population
La commune compte 8 159 habitants au 31 décembre 2023 pour une densité de population de 137 hab/km2. Sur la période 2010-2023, sa population a augmenté de 16,5 % (canton : 18,6 % ; Suisse : 9,4 %).  

#### Pyramide des âges
En 2023, le taux de personnes de moins de 30 ans s'élève à 36,8 %, au-dessus de la valeur cantonale (34,6 %). Le taux de personnes de plus de 60 ans est quant à lui de 25,5 %, alors qu'il est de 22,5 % au niveau cantonal.
La même année, la commune compte 3 984 hommes pour 4 175 femmes, soit un taux de 48,8 % d'hommes, inférieur à celui du canton (49,1 %).
| Hommes | Classe d’âge | Femmes |
| ------ | ------------ | ------ |
| 0,5    | 90 ans ou +  | 1,1    |
| 7,7    | 75 à 89 ans  | 7,9    |
| 17,1   | 60 à 74 ans  | 16,7   |
| 20,9   | 45 à 59 ans  | 20,7   |
| 16,6   | 30 à 44 ans  | 17,3   |
| 21,1   | 15 à 29 ans  | 20,9   |
| 16,1   | - de 14 ans  | 15,5   |

| Hommes | Classe d’âge | Femmes |
| ------ | ------------ | ------ |
| 0,6    | 90 ans ou +  | 1,4    |
| 6,5    | 75 à 89 ans  | 8,7    |
| 13,5   | 60 à 74 ans  | 14,3   |
| 20,9   | 45 à 59 ans  | 20,9   |
| 22,3   | 30 à 44 ans  | 21,7   |
| 19,6   | 15 à 29 ans  | 17,7   |
| 16,6   | - de 14 ans  | 15,3   |

### Éducation

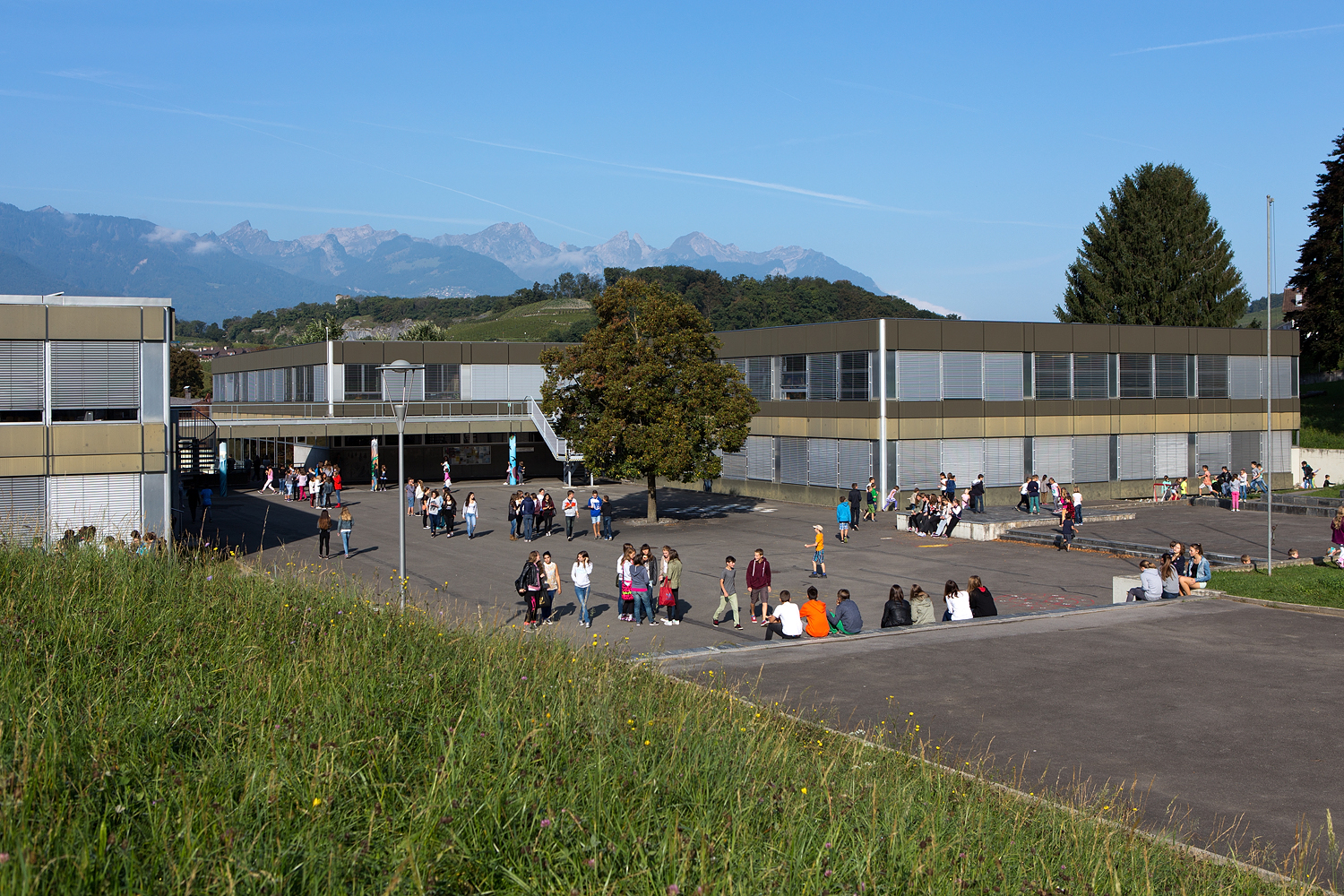
Ollon, collège de Pérossale.

Le collège de Perrosalle a été inauguré en 1975. Couvrant 4 000 m pour un volume de 238 000 m3, il permit de centraliser les élèves du secondaire de la commune d'Ollon. Avant sa construction, la commune comptait vingt et une classes réparties dans six collèges : huit classes à Ollon, sept à Villars, deux à Saint-Triphon, deux à Antagnes, une à Panex et une à Huémoz. En 2017, l'établissement scolaire d'Ollon compte quatre collèges : le collège de Perrosalle à Ollon, les collèges d'En Bas et d'En Haut à Villars et un bâtiment à Gryon. Les élèves poursuivant leurs études vont en principe au gymnase de Burier à La Tour-de-Peilz.

### Sport

#### Installations

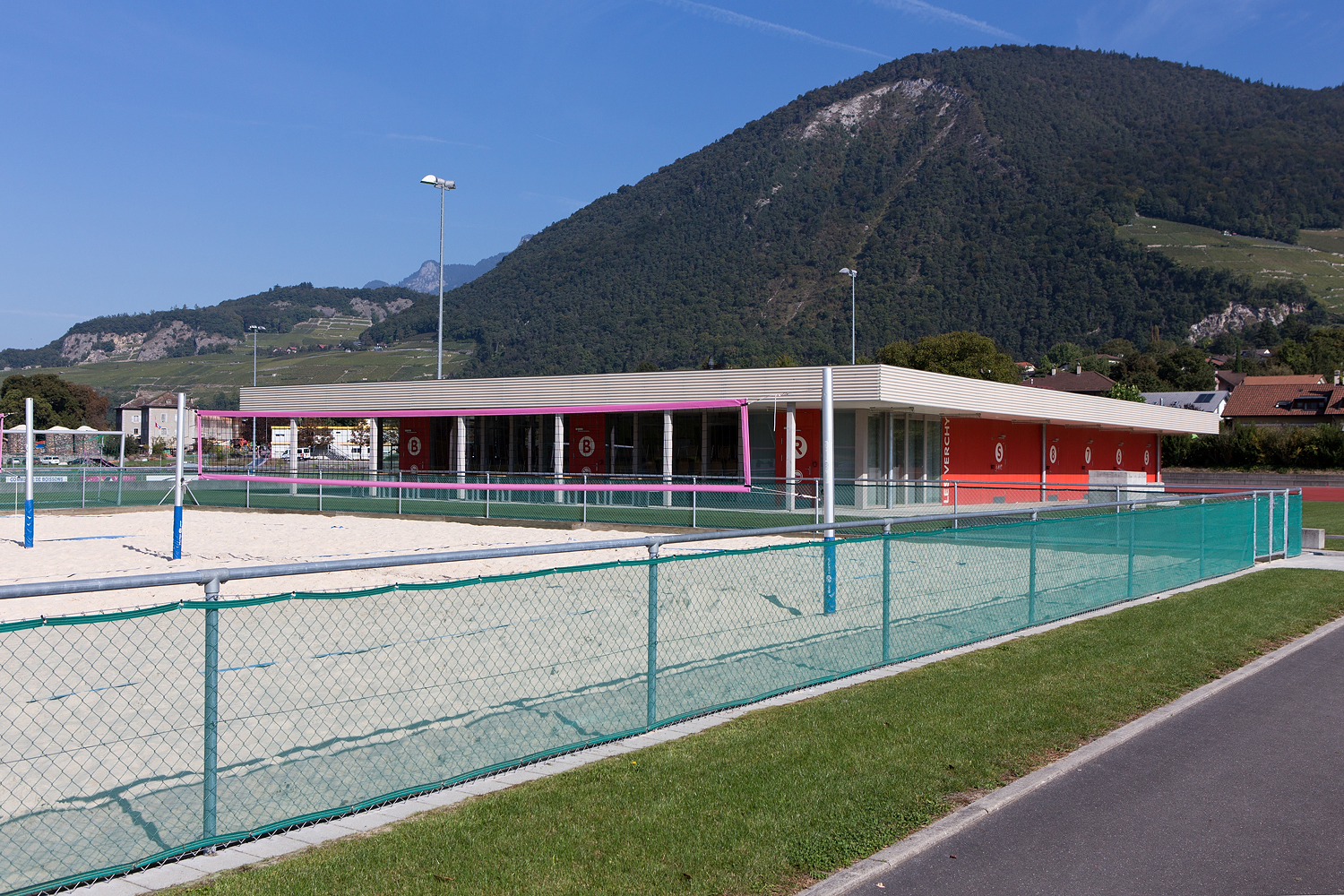
Centre de sports et de loisirs Les Verchy à Ollon.

- Centre de sports et de loisirs Les Verchy à Ollon : salle omnisport, terrain extérieur synthétique omnisport, pistes d'athlétisme, deux terrains de beach-volley, terrain de football ;
- piscine de Perrosalle à Ollon ;
- centre des sports de Villars : piscine, patinoire avec deux pistes de curling, salle omnisports, quatre courts de tennis extérieurs en terre battue synthétique, trois courts de tennis intérieurs sur moquette, deux salles de squash, salle de grimpe et bowling ;
- domaine skiable Villars-Gryon.

#### Club locaux
Villars possède un club historique de hockey sur glace, le HC Villars, champion de Suisse lors des saisons 1962-1963 et 1963-1964. Depuis la saison 2016-2017, le club évolue en 1re ligue. Parmi les autres clubs et associations sportives sur la commune on trouve le ski-club Villars, la société de gymnastique Ollon/St-Triphon, le club de football club sportif d'Ollon, le tennis-club Villars-Gryon, le Club alpin suisse section Chaussy, le club des patineurs, le club de pétanque et plusieurs sociétés de tir.

#### Manifestations sportives
Le domaine skiable de Villars-Gryon a accueilli les épreuves de skicross des Jeux olympiques de la jeunesse d'hiver de 2020, qui se sont déroulés du 10 au 19 janvier 2020.

### Services
- Services communaux : administration communale, administration générale, greffe municipal, service des finances et du personnel, service technique, bâtiments, Police du Chablais vaudois (EPOC), office de la population, service des eaux, voirie - traitement des déchets, service des forêts, service des réparations, station d'épuration, collège de Perrosalle, école de Villars, et service du feu ;
- Service du feu : SDIS Les Salines Bex-Gryon-Ollon[86]. depuis le 1er juillet 2007, avec les communes de Bex et Gryon. Les missions de base du SDIS sont la lutte contre le feu, le sauvetage de personnes, la lutte contre les inondations, la lutte contre les petites pollutions et des interventions techniques diverses. Le DPS (Détachement de Premier Secours) est l’unité de première intervention d’un SDIS (Service Incendie, Défense et Secours). Le DAP (Détachement d'Appui) est composé de 100 personnes venant des quatre sites opérationnels (Bex EM, Ollon, Gryon et Villars), formant la réserve du DPS des Salines en cas de d'interventions importantes. Pratiquement le SDIS est divisé en deux, le Haut avec Villars (7 véhicules) et Gryon (TP 1000L et TPM) et le Bas avec Bex (VCI, TP 2000L, VTT, VM, TPM, motopompes, remorques dévidoirs tuyaux, échelle remarquable, remorque nettoyage route et remorque protection respiratoire ARI) et Ollon (2 véhicules). Deux casernes sont donc situées sur le territoire de la commune :
  - Ollon : la caserne, transformée en 1991, est localisée Sous-la-Gare depuis 1977, précédemment elle l'était vers l’église. Véhicules : véhicule transport de personnes et de matériel (TPM), véhicule tout usage (VTU), échelles remarquables, motopompes, remorques dévidoir tuyaux et remorque inondation habitation ;
  - Villars : la caserne est située sous la grande salle. Construite en 1937 avec la grande salle, elle a subi depuis de nombreuses transformations notamment le garage pour la tonne-pompe réalisé en 1995 et les travaux d'agrandissement achevés en 2010. Véhicules : véhicule chef d'intervention (VCI), tonne-pompe 2000L (TP), véhicule échelle automobile 25 m (VEA 25), VTT Toyota, véhicule transport de personnes et de matériel (TPM), véhicules modulaire (VM) avec berces matériel et tuyaux, motopompe, remorque dévidoir tuyaux, et remorque ARI ;
  - En cas de besoin, le SDIS Les Salines peut faire appel à d'autres SDIS notamment pour le renfort feu lourd (tonne-pompe de grande capacité), le secours routier (désincarcération), la lutte contre les évènements chimiques, la lutte contre les pollutions sur terre et sur eau et l'aide à la conduite : Chablais (TP 2000L et 6000L, VEA 30 m, véhicule pollution DCH, véhicule secours routier, véhicule soutien sanitaire (hôpital du Chablais), VM, TPM), Fortifications (tonne-pompe 2000L, TPM) et Riviera (véhicule de transmission régional et véhicule pollution DCH). En cas d'événement exceptionnel d'autres moyens peuvent venir d'autres SDIS vaudois et valaisan et du service de protection et sauvetage de la Ville de Lausanne (SPSL) ;
- Police intercommunale : Police du Chablais vaudois (EPOC), remplace la police municipale d'Ollon depuis le 1er juillet 2012, avec les communes d’Aigle et Bex. Poste principal à Aigle, postes d'Ollon et Villars pour les services dit singuliers (bureau des manifestations, bureau de la signalisation, préposé à la sécurité, bureaux administratifs) ;
- Hôpital Riviera-Chablais : Hôpital d'Aigle (pédiatrie et maternité) et hôpital de Monthey (maladies et accidents) ;
- Protection civile : ORPC District Aigle ;
- Office de poste à Villars, et à la droguerie Monachon d'Ollon. Codes postaux :
  - 1884 : Huémoz, Villars-sur-Ollon, Bretaye et Arveyes.
  - 1885 : Les Écovets et Chesières.
  - 1867 : Antagnes, Auliens, Crettaz-Tavez, Exergillod, Forchex, Glutières, Les Combes, Les Fontaines, Ollon, Pallueyres, Panex, Plambuit, Plan d'Essert, Salaz, St-Triphon-Village, Saint-Triphon-Gare, Verschiez, Villy.

## Économie
Ollon vit d'abord du tourisme qui représente environ 60 % de son économie avec Villars-sur-Ollon comme force motrice économique de la commune.
Bataille contre les déchets nucléaires : au début des années 1980, trois lieux sont pressentis en Suisse pour accueillir un dépôt de déchets nucléaires, dont un à Ollon. D’emblée, les habitants et la municipalité opposent une résistance farouche. Pendant 12 ans, ils vont mener une lutte acharnée contre la CEDRA, Coopérative pour l’Entreposage des Déchets Radio-Actifs, mandatée par la Confédération pour trouver un site approprié. La lutte finira par payer et ce projet de dépôt sera abandonné.

## Politique
Le conseil communal (législatif) d'Ollon est composé de 70 membres. La municipalité (exécutif) est composée de sept membres, avec à sa tête un président qui porte le titre de Syndic et six conseillers municipaux. Ils sont élus pour cinq ans par les citoyens selon le système majoritaire en même temps que le Conseil communal.

## Culture et patrimoine

### Sites et monuments historiques majeurs de la commune d'Ollon
Les villages d'Ollon, Saint-Triphon et Huémoz sont classés à l'Inventaire fédéral des sites construits à protéger en Suisse.

#### Patrimoine
Monuments inscrit à l'Inventaire suisse des biens culturels d'importance nationale (A) et cantonale (B):
| Photo | Objet                                                              | Catégorie | Type (A et B) | Adresse                     | Coordonnées                 |
| ----- | ------------------------------------------------------------------ | --------- | ------------- | --------------------------- | --------------------------- |
|       | Saint-Triphon et Charpigny (site de hauteur, époque préhistorique) | A         | A             |                             | 46° 17′ 42″ N, 6° 58′ 32″ E |
|       | Château de la Roche                                                | B         | E             | Chemin du Château           | 46° 17′ 47″ N, 6° 59′ 48″ E |
|       | Cure                                                               | B         | E             | Chemin de la Cure 1         | 46° 17′ 49″ N, 6° 59′ 39″ E |
|       | Église réformée Saint-Victor                                       | B         | E             |                             | 46° 17′ 50″ N, 6° 59′ 40″ E |
|       | Hôtel de Ville                                                     | B         | E             | Place de l'Hôtel de Ville 3 | 46° 17′ 49″ N, 6° 59′ 43″ E |
|       | Huémoz, église réformée                                            | B         | E             |                             | 46° 17′ 28″ N, 6° 59′ 18″ E |

Autres monuments se trouvant sur le territoire de la commune :
- Abbaye de Salaz ;
- ancienne maison de commune ;
- ancien collège ;
- église Saint-Victor d'Ollon ;

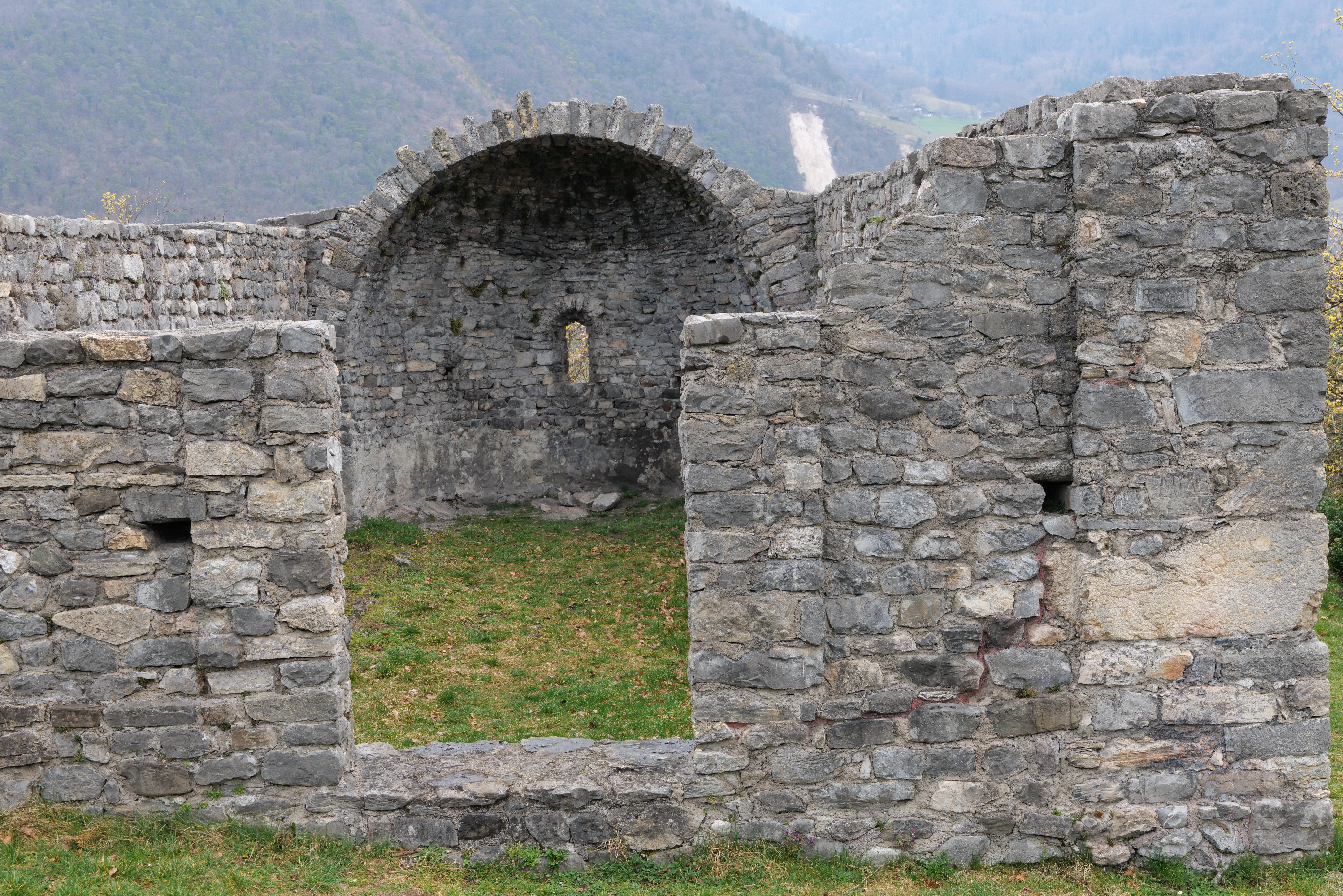
Arche de la chapelle Saint-Blaise à St-Triphon.

- Arche de la chapelle Saint-Blaise à St-Triphon.tour de Saint-Triphon, ruines de la chapelle Saint-Blaise et nécropole du site archéologique de la colline du Lessus ;
- la commune d'Ollon, possède aussi de nombreuses bâtisses d'architecture paysannes[96] comme des maisons paysannes et vigneronnes, des maisons en madriers, des granges, des mazots et greniers, des chalets d'alpages, des laiteries, des scieries, des écoles...

Plusieurs fontaines permettant autrefois d'approvisionner en eau la population agrémentent toujours les rues du village.
| Photographies | Nom de la fontaine        | Emplacement                 | Remarques |
| ------------- | ------------------------- | --------------------------- | --- |
|               | Fontaine du Cotterd       | 46° 17′ 51″ N, 6° 59′ 40″ E | Le grand bassin porte la date de 1812 alors que le petit bassin à l'est porte la date de 1931. |
|               | Fontaine de Communaux     | 46° 17′ 48″ N, 6° 59′ 44″ E | Cette fontaine de 9 mètres de long desservait la place de foire depuis au moins le XVIIe siècle. |
|               | Fontaine de Cramoisine    | 46° 17′ 51″ N, 6° 59′ 48″ E | Cette fontaine, dont le bassin date de 1873, apparaît sur les plans dès 1899 et a été déplacée vers son emplacement actuel depuis un endroit situé à mi-distance entre le carrefour de la rue Beudart et le contour du haut de la rue. |
|               | Fontaine de Bornel Dessus | 46° 17′ 53″ N, 6° 59′ 48″ E | Le bassin principal de cette fontaine commanditée par les procureurs des quatre dizains de la bourgeoisie d'Ollon est daté de 1720 alors que le ciment du petit bassin fut livré en 1891.                                              |
|               | Fontaine de Trécord       | 46° 17′ 56″ N, 6° 59′ 48″ E | Ancienne fontaine privée rachetée par la commune au milieu du dix-neuvième siècle. Elle est notamment citée en 1866 comme source d'eau potentielle pour la distillerie.                                                                |

##### Ollon: château de la Roche
Initialement grosse tour rectangulaire, vers 1200, agrandie à plusieurs reprises. Certaines portes et cheminées gothiques peuvent être attribuées au tailleur de pierre Pierre Guigoz (début XVIe siècle). Classé monument historique en 1976. Tombé en ruines, le bâtiment a été progressivement restauré entre 1987 et 2010.

##### Ollon: ancien collège
Construction 1835-1836 selon des plans de Jean Gunthert repris par l'architecte lausannois Henri Perregaux. Inscrit à l'inventaire cantonal du patrimoine en 1991.

##### Ollon: ancienne maison de ville et l'actuel Hôtel de ville

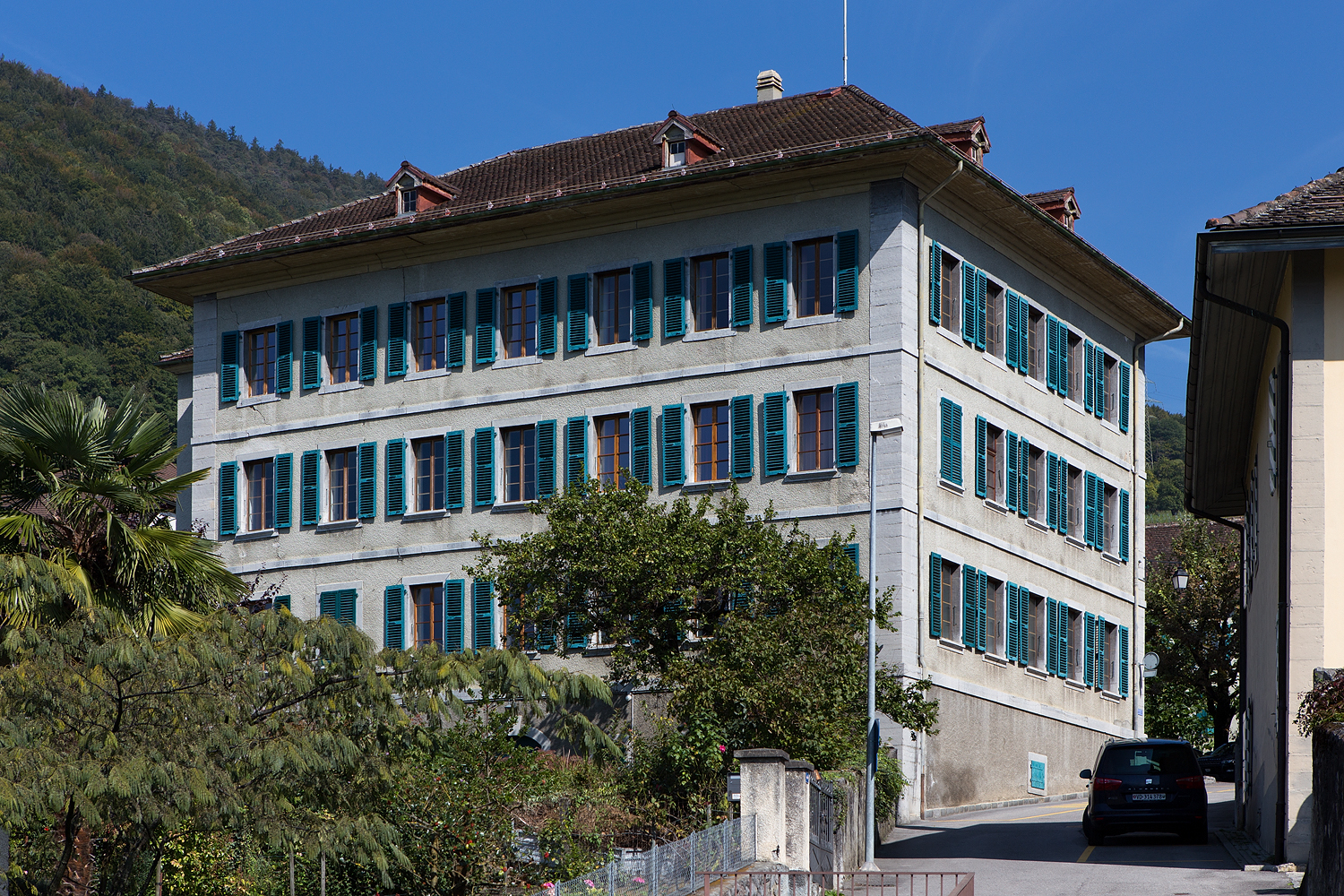
Hôtel de ville d'Ollon et ancien collège du village.

Construit en 1781-1782 avec arcades au rez-de-chaussée ouvertes à l'origine et partiellement classé monument historique en 1955.

##### Ollon: maison abbatiale
Sous l'Ancien Régime, l'abbaye de Saint-Maurice possédait deux maisons abbatiales sur le territoire d'Ollon. L'abbaye de Salaz qui subsiste de nos jours (cf. Salaz) et la maison abbatiale d'Ollon aujourd'hui disparue. Elle a probablement été détruite ou alors aurait perdu son statut de maison abbatiale en 1555. Il n'est actuellement pas possible de la situer dans le village d'Ollon. Cette maison semble avoir été créée au XIIe siècle par l'abbé Rodolphe de Saint-Maurice. Elle a aussi détenu « un droit de juridiction local, des dîmes comme à Panex, à Villy, à Salaz ainsi que des biens et des revenus aux Posses, à Aigle et à Yvorne ». Au XVe siècle, les recteurs de la maison abbatiale d'Ollon étaient aussi les curés du village.

#### Eglise, cure et paroisses

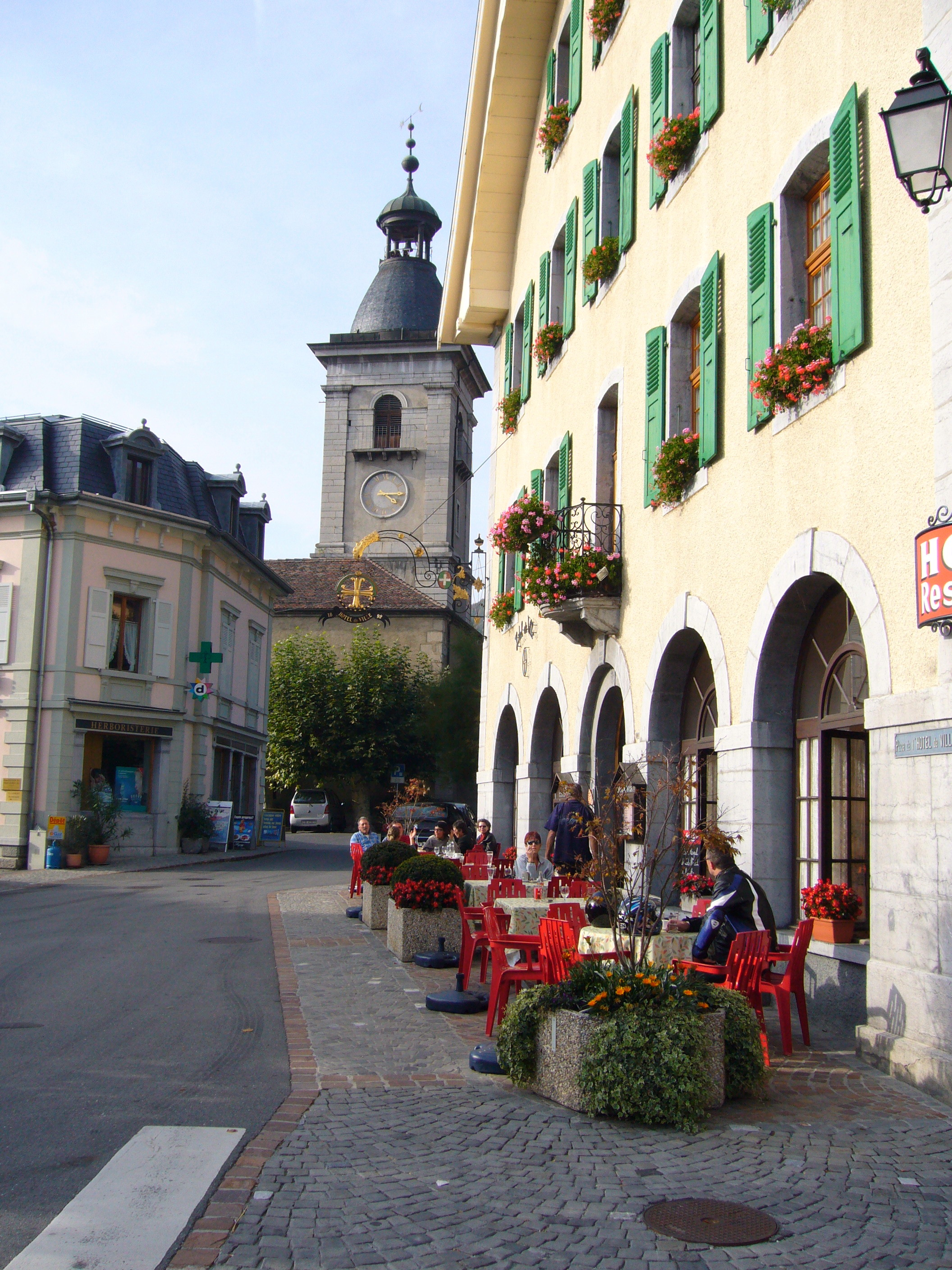
Centre du village d'Ollon avec l'hôtel de ville et l'église réformée, anciennement Saint-Victor.

Ensemble des églises de la commune :
- Ollon : 
  - église réformée (anciennement Saint-Victor),
  - église catholique Saint Victor,
  - ancienne église libre.
- Huémoz : église réformée[106] ;
- Villars-sur-Ollon :
  - église[107],
  - église anglaise[108]
  - église catholique Notre-Dame de l'Assomption[109].

##### Église réformée Saint-Victor

###### Église médiévale Saint-Victor
D’un point de vue architectural, très peu d’éléments subsistent en dehors de quelques éléments du clocher et du mur sud, mais aux XVe – XVIe siècles, des donations privées (en particulier celles de la famille de Rovéréaz) permettent d’aménager l’église plus richement.

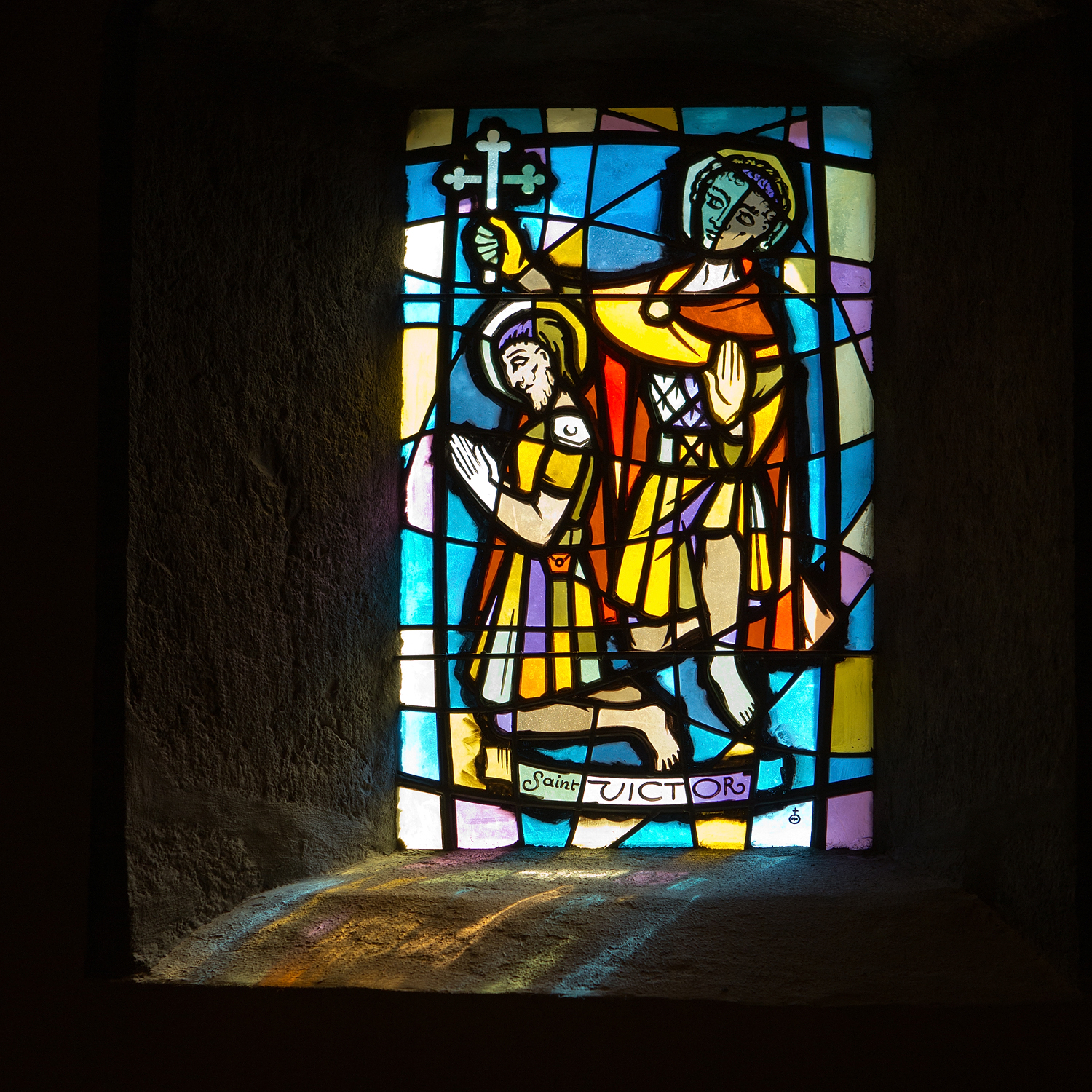
Ollon, église réformée, anciennement Saint-Victor, vitrail de Saint-Victor, artiste : Jean Prahin.

Le chœur semble avoir été reconstruit en 1496 par le maçon Jacques Perrier. Il est probablement agrémenté à cette époque d’une grande peinture murale représentant Christ entouré de ses douze apôtres. De gauche à droite, les personnages sont les douze apôtres de Jésus soit Jude dit Thaddée (tenant un gourdin), Jacques fils d'Alphée dit Jacques le Mineur (tenant un foulon), Matthieu (tenant une hallebarde), Thomas (tenant une lance), André (tenant la croix dite de Saint-André), Simon-Pierre (tenant une clef qui renvoie aux clefs du paradis dont il serait le dépositaire), au centre se trouve Jésus Christ, puis les apôtres Jean (tenant un calice puisqu’il était présent à la Dernière Cène de Jésus et à sa mort sur la croix), Jacques fils de Zébedée dit Jacques le Majeur (tenant un bâton et une coquille Saint-Jacques qui sont les emblèmes du pèlerinage à Saint-Jacques de Compostelle), Philippe (portant la croix dite pattée qui est courante dans la région puisque c’est celle utilisée par l’Abbaye de Saint-Maurice), Barthélémy (tenant un couteau), Simon le Zélote  (tenant une scie) et Matthias (tenant une hache). L’apôtre Judas, celui qui a trahi Jésus, n’est pas représenté. Matthias, celui qui a été choisi pour le remplacer après son suicide, l’a remplacé sur la fresque. Toutes les auréoles des personnes sont surmontées de phylactères contenant chacun une portion des paroles du Credo. Le donateur de cette fresque est probablement Louis de Chastonay (curé de la paroisse de 1495-1515). En 1496, la chapelle intérieure dite de Rovéréaz (du nom de son donateur qui désirait y être enseveli) est construite. En 1512, le curé Louis de Chastonay fait construire et décorer – par le tailleur de pierre Pierre Guiguoz – la belle chapelle du bas-côté nord. En 1520, la façade occidentale est remaniée.

###### Église réformée Saint-Victor
L'élégant clocher a été reconstruit en 1828 par Jean Gunthert. Quatre cloches classées monuments historiques en 1900.

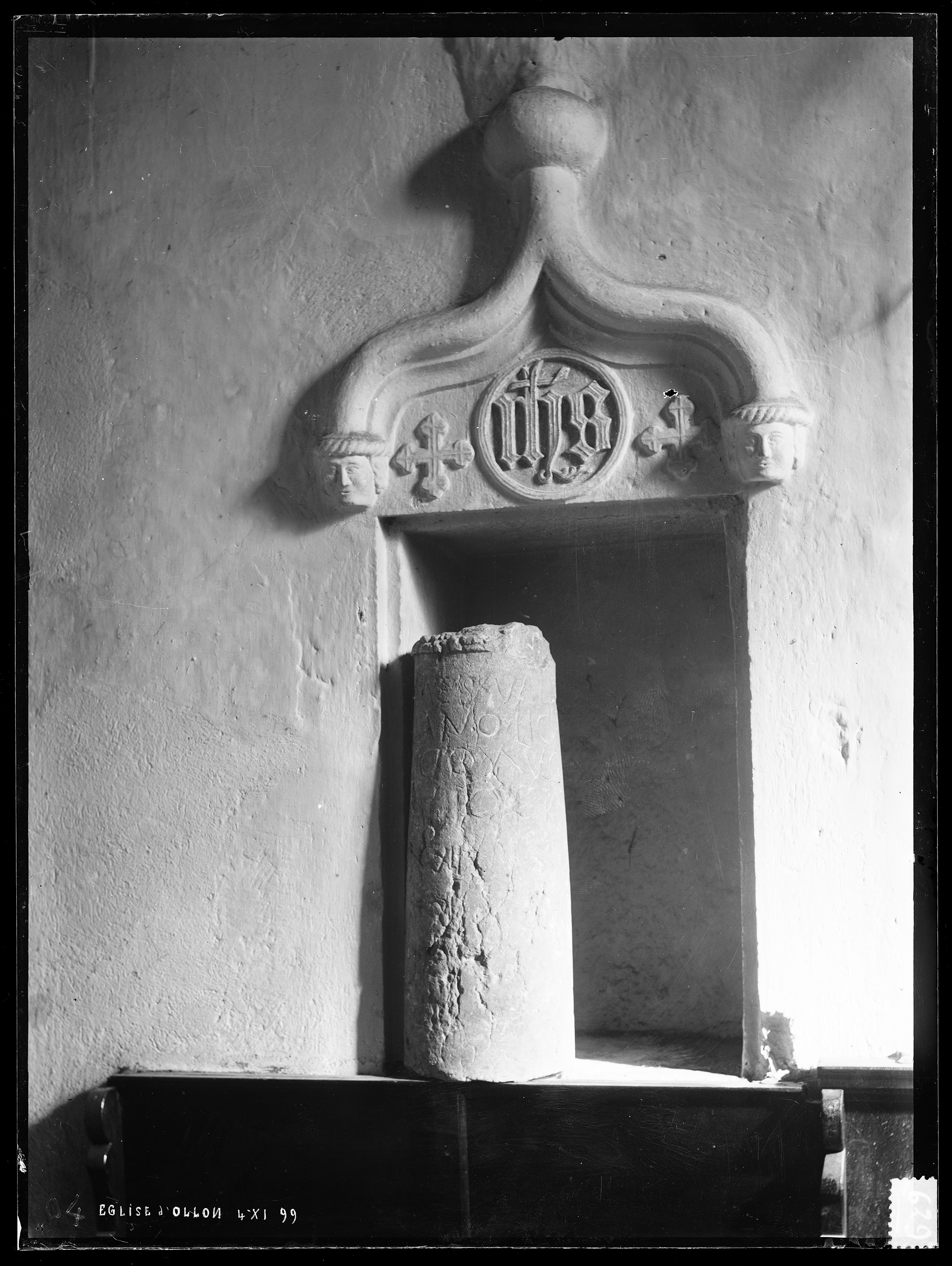
Ancienne église Saint-Victor. Crédence gothique et milliaire romain, photographie anonyme, 1899 (Archives cantonales vaudoises).

##### Cure protestante d'Ollon

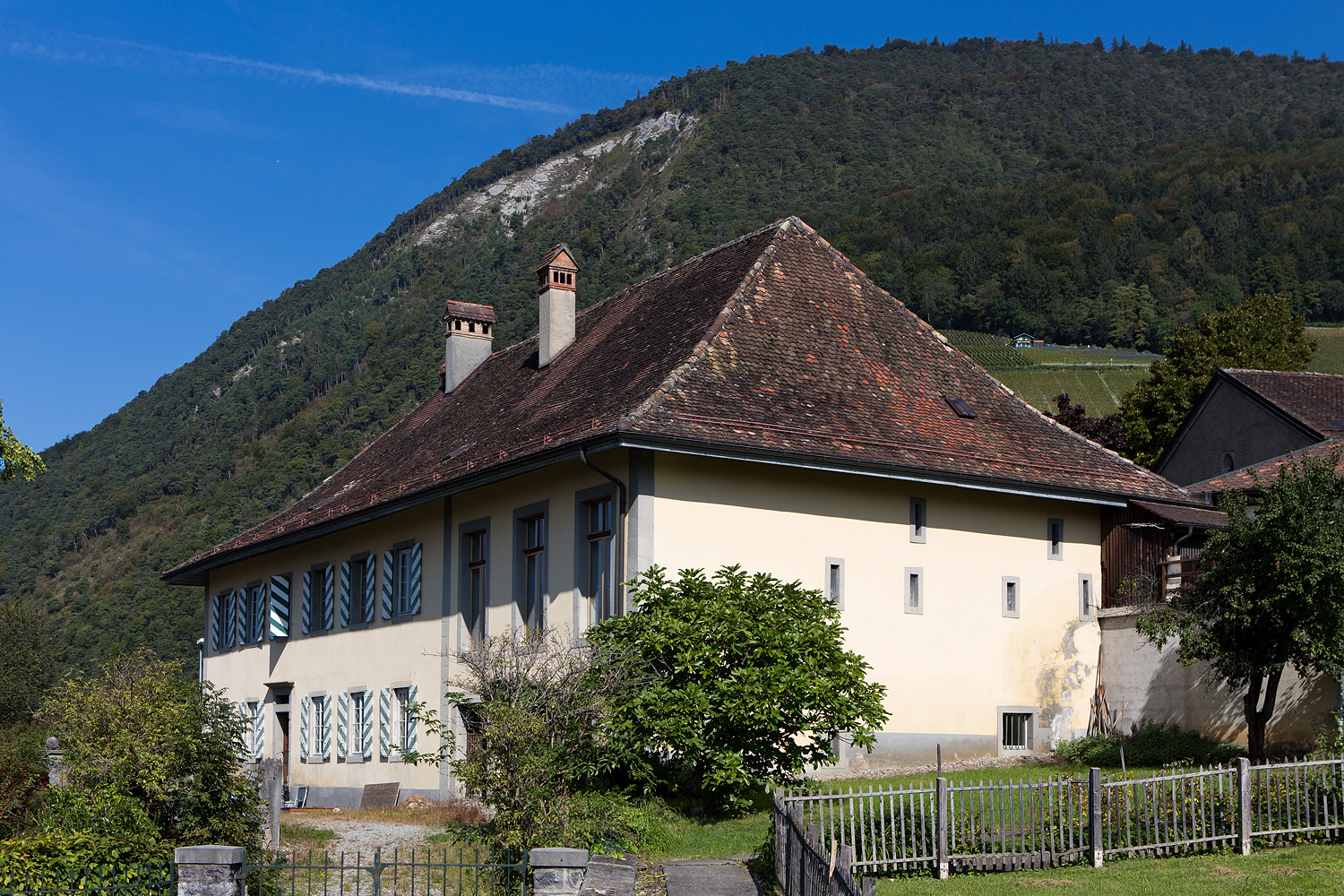
Cure protestante d'Ollon.

La cure actuelle remplace un édifie ancien. Ce grand bâtiment a été réalisé par l'architecte Gaspard Martin dont les plans ont été acceptés en 1731. En plus de la maison centrale, la cure était pourvue d'un grange et d'une annexe (contenant un pressoir, un four et un chambre à lessive). En 1768, des boiseries et de riches plafonds en moulures de gypse vont être ajoutés. Vers 1850, les dépendances sont démolies. En 1923, l'actuelle salle de catéchisme est transformée. Dans l'ensemble du bâtiment, les dernières rénovations importantes datent de 1972.

##### Paroisse et église catholique Saint-Victor
Le culte catholique a été interdit depuis 1528 dans le gouvernement d'Aigle. La messe a été supprimée à Ollon le 2 mars 1528. Il est important de noter que la Constitution vaudoise de l'Acte de Médiation de 1803," ne garantissait la liberté de culte qu'aux communions actuellement établies dans le canton". Dans le Canton de Vaud, à la suite de l'émigration de l'intérieur et de l'extérieur du territoire cantonal, le culte catholique est à nouveau autorisé en 1810 pour autant que les lieux de culte ne soient pas trop visibles – donc sans clocher et ni cloches - mais il n'est pas encore question de tolérance religieuse. Sous le régime de cette loi de 1810, l'Église catholique fonda de nombreuses paroisses situées sur le diocèse de Lausanne-Genève-Fribourg mais aussi sur le diocèse de Sion. Dans le district d'Aigle, les érections d'églises et de paroisses catholiques sont les suivantes : Aigle (1853), Leysin (Fedey : 1911 / Village : 1965), Les Diablerets (chapelle en 1902 puis construction d'une église en 1970), Villars-sur-Ollon (1888 : premier lieu de culte / 1955 : construction de l'église / 1977 : consécration de l'église), Gryon (???), Roche (1938), Bex (1884 : construction d'une chapelle transformée entre 1937-1949), Lavey (église construite en 1901), Plans-sur-Bex (chapelle Notre-Dame-des-Neiges construite en 1908 et reconstruite en 2001). En 1878, une loi autorisa les catholiques à construire des clochers et faire sonner les cloches. Mais cette autorisation était souvent accompagnée de restrictions et il fallait au préalable demander l’autorisation du pasteur ou des autorités politiques de la commune. Et, contrairement à ce que beaucoup croient, ce n’est pas l’Église du Valentin à Lausanne qui fut la première église à actionner ses cloches (en 1948), mais l’église catholique d’Aigle. C’est en effet en 1878 que le Père Becque et ses paroissiens ont envoyé une pétition au Grand Conseil vaudois afin de pouvoir installer et faire sonner leur cloche « Béatrix ». C’est ainsi qu’en 1879, Adrien Jardin, évêque du diocèse de Sion, put la bénir et les fidèles l’entendre sonner. Il fallut attendre 1970 pour que le statut des catholiques change profondément et ce n’est qu’en 2003 (Constitution vaudoise de 2003) que l’Église catholique obtient une totale égalité de droit avec l’Église réformée,. En 2007, une nouvelle législation qui précise les relations entre les Églises et l'État de Vaud.

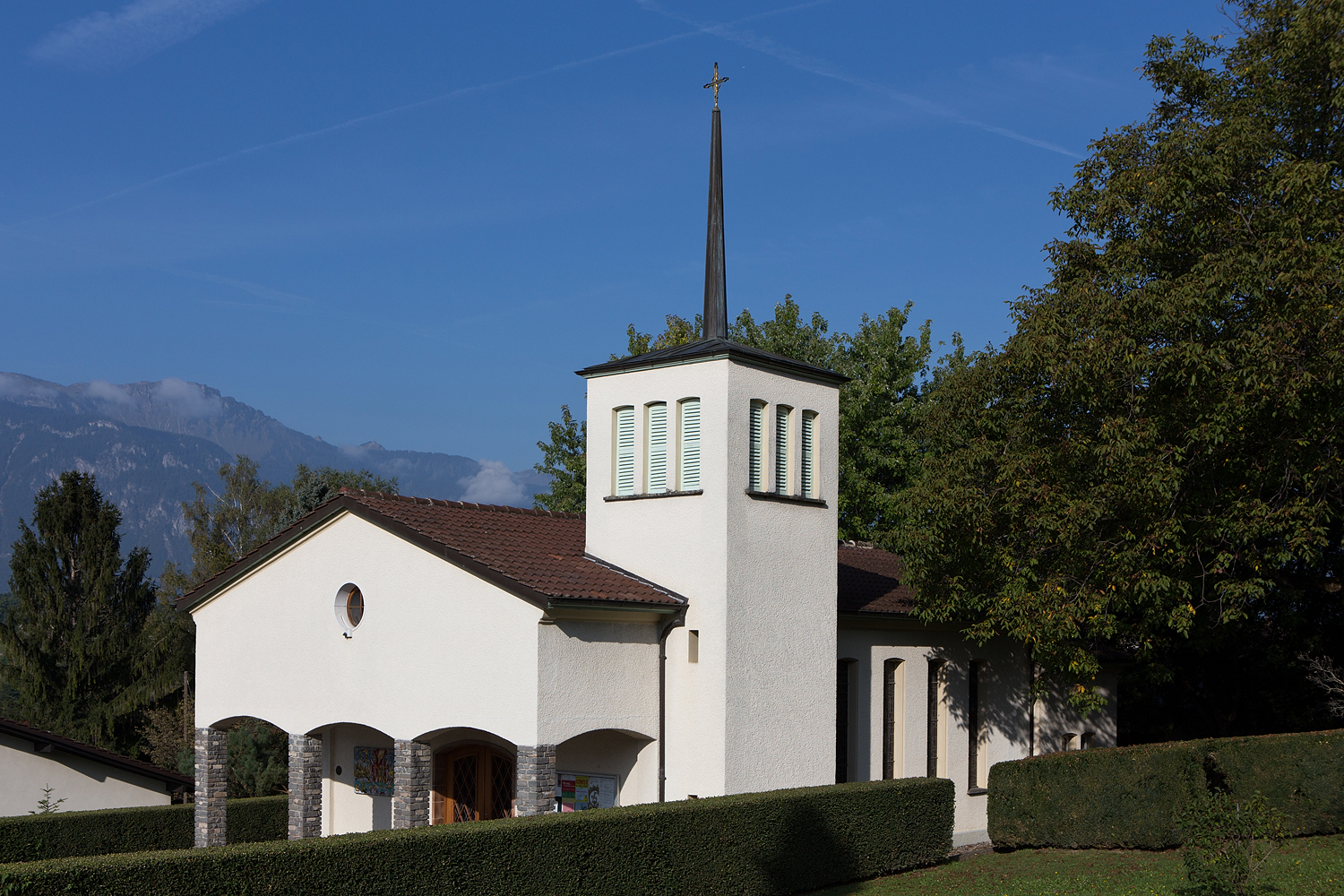
Église Saint-Victor d'Ollon soit église catholique.

À Ollon, les paroissiens ne possédaient pas de lieu de culte et devaient se rendre à Aigle pour suivre la messe. Dès 1920 et jusqu'en 1945, les catholiques se réunissaient chez des particuliers ou dans des salles appartenant à la commune comme à l'hôtel de ville ou dans le collège. En 1946, Louis Schwitter cède un de ses terrains situé dans ce qui était les vergers d'Ollon. En 1949-1950, une chapelle catholique financée par des dons privés est construite sur ce terrain par l'architecte bellerin Baillif et c’est tout naturellement qu’elle se met sous le vocable de saint Victor qui est le patron de l’ancienne église médiévale du village, devenue église réformée en 1528. Le 31 décembre 1950, Haller, Abbé de l'Abbaye de Saint-Maurice, vient consacrer l'édifice. Dès 1982, les paroissiens songent à restaurer leur lieu de culte. Ils demandent à Jean Prahin de réaliser une iconographie de vitraux conçus par le Chanoine Dupont-Lechenal. Jean Prahin vient en effet de réaliser l'ensemble des vitraux de l'église réformée d'Ollon (1984). Tout est terminé en 1984 quand des lézardes apparaissent sur les murs de l'édifice. Il fallut tout remettre à neuf (murs, chauffage, sol, bancs...). En 1986, la chapelle restaurée est inaugurée et il est possible d'admirer les vitraux qui sont au nombre de neuf. Au fond de l'église côté aval, il y a un petit vitrail de l'Annonciation. La nef contient huit grands vitraux, quatre de chaque côté. Ces vitraux sont conçus en paires qui se font face et se répondent. Ils sont unis entre eux par une thématique commune et des couleurs identiques. Les deux premiers vitraux partants du chœur, fonds rouge-rosé, représentent le Christ ressuscité (côté aval) et Marie en gloire (côté amont). Les deux vitraux suivants, fonds vert-turquoise, représentent les apôtres saints Pierre (aval) et Paul (amont). La paire de vitraux suivante, fonds jaunes, représente deux saints majeurs du diocèse de Sion soit saint Théodule premier évêque connu du diocèse (aval) et saint Maurice d'Agaune (amont) et pour finir, les deux derniers vitraux, fonds bleus, représentent les martyrs saint Victor qui est le patron de l'église (aval) et saint Denis. En plus des vitraux la chapelle est décorée par un chemin de croix composé de 14 émaux de couleur gris-bleu, un émail de la création (qui, en 2015, est placé sous le porche de l'église côté aval) et deux tapisseries à dominante bleue soit une tapisserie christique (côté aval), et une autre mariale (côté amont). Si les émaux du chemin de croix et les tapisseries sont dans des tons discrets de bleu-gris, c'est pour les différencier des vitraux qui ont des couleurs chaudes. En 2000, l'artiste André Raboud a réalisé le mobilier liturgique du chœur (autel, tabernacle, chaise pour le célébrant et tabourets) et un petit orgue a été installé sur la galerie pour remplacer l'harmonium qui s'y trouvait. De l'ancienne décoration intérieure ne subsistent que le crucifix du chœur ainsi qu'une Vierge à l'Enfant en bois.
En 1996, ce qui était le rectorat d'Ollon soit une portion de paroisse dépendante de la paroisse catholique d'Aigle, est devenue une paroisse à part entière. Du même coup, la chapelle Saint-Victor a été érigée en église Saint-Victor.
En 2019, l'ensemble des paroisses du Secteur pastoral d'Aigle (dont celle d'Ollon) ne sont plus desservies par les Chanoines de l'Abbaye de Saint-Maurice mais à nouveau par les prêtres du diocèse de Sion. Cette situation est liée à la diminution du nombre de Chanoines ce qui rendait cette tâche impossible. Ce changement est le fruit d'un accord concerté entre Mgr Jean Scarcella, Abbé de l'Abbaye de Saint-Maurice et Mgr Jean-Marie Lovey, évêque du diocèse de Sion.

### Personnalités
- Marcel Amiguet, peintre, portraitiste et graveur suisse (1891-1958).
- Jacques Chamorel, homme politique du Parti libéral vaudois (1901-1962)[131].
- Jean-Daniel Dätwyler, skieur alpin médaillé de bronze aux Jeux olympiques de Grenoble en 1968 (né le 12 avril 1945 à Villars-sur-Ollon).
- Laurent Dufaux, ancien cycliste professionnel (né en 1969, cycliste professionnel de 1991-2004).
- Hubertine Heijermans, artiste peintre et graveuse néerlandaise (née en 1936).
- Jean-Pierre Hellebaut, double champion du monde de scrabble francophone (né en 1967).
- Lydia von Auw (1897-1994) a été pasteure intérimaire à Ollon entre 1929 et 1934.
- Frédéric Rouge, peintre (1867-1950).

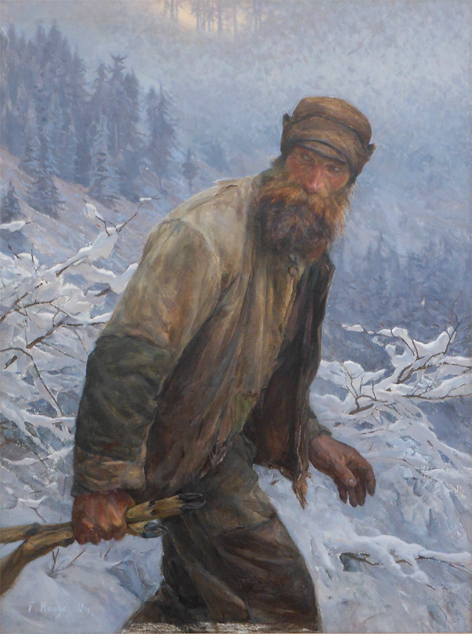
Le braconnier par Frédéric Rouge (1908).
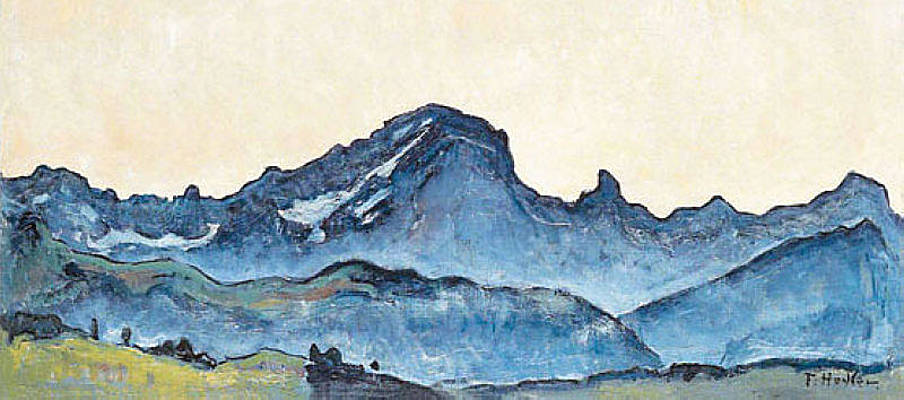
Grand Muveran par Ferdinand Hodler (1912).
Les Muverans par Hubertine Heijermans (1992).
Sur la route du col de la Croix, peinture de Hubertine Heijermans (1995).

### Fonds d'archives

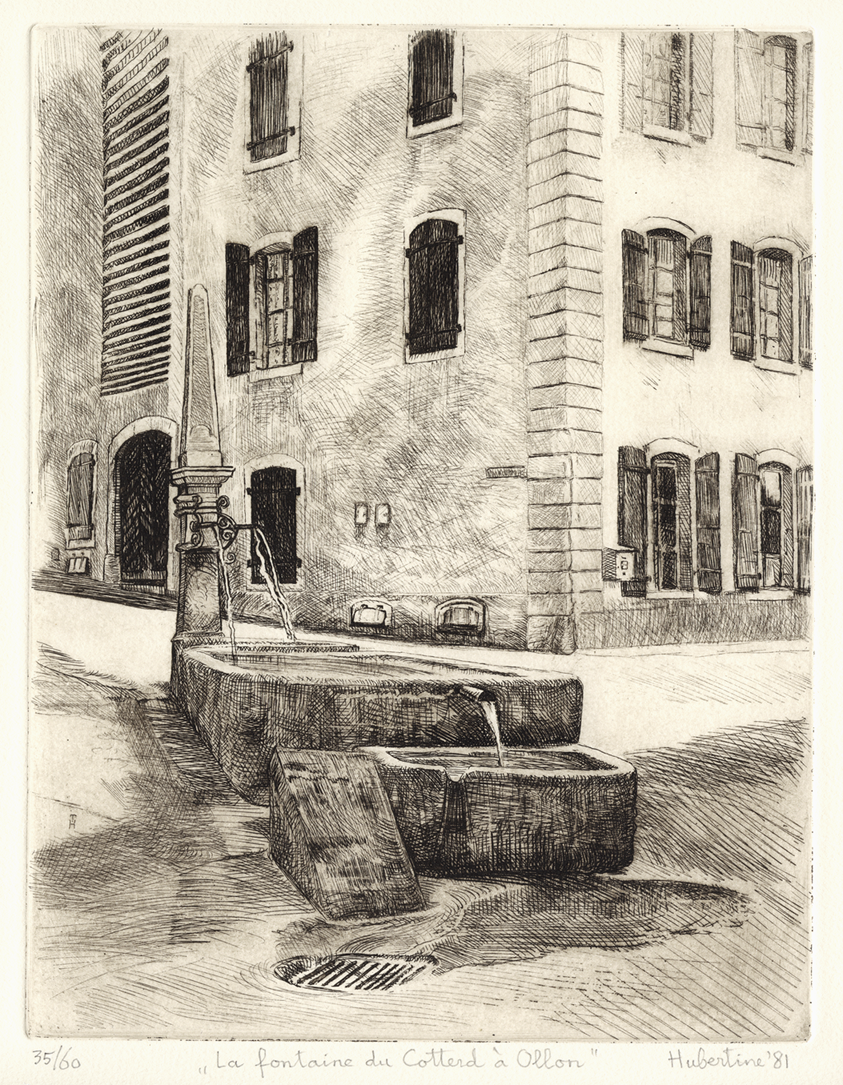
Fontaine du Cotterd d'Ollon (1981), œuvre d'Hubertine Heijermans.

Pour ce qui est de la commune d'Ollon et de Huémoz en particulier, les sources archivistiques sont complexes car variées. Cette éclatement des sources est dû à l'histoire de la région qui fut romaine, burgonde vers 515 (La Burgondie passe aux mains de Charlemagne en 771 puis Bourgogne transjurane), savoyarde (maison et duché de Savoie dès 1034), bernoise (1475) puis elle intégra le canton du Léman au sein de la République helvétique (1798-1803) et à partir de 1803 le canton de Vaud sous l'Acte de Médiation et à partir de 1814 au sein de la Confédération suisse. Elle fut aussi catholique (du diocèse de Sion et liée à l'abbaye de Saint-Maurice) puis réformée (1528).

#### Canton de Vaud
- Archives cantonales vaudoises
  - DAVEL (inventaire des archives cantonales vaudoises)
  - PANORAMA (inventaire général des archives communales vaudoises avant 1961)
  - Archives communales vaudoises
  - Guichet cartographique cantonal
- Association vaudoise des archivistes, AVA
- Cercle vaudois de généalogie
- Société vaudoise d’histoire et archéologie (SVHA)
- Réseau patrimoine, association pour le patrimoine naturel et culturel du canton de Vaud
- Recensement architectural du canton de Vaud
- Scripturium
- Dictionnaire historique de la Suisse (DHS)

#### Autres cantons
- Archives cantonales valaisannes (dont liens avec d’autres sites)
  - QUERY (inventaire des archives cantonales valaisannes)
  - Association valaisanne d’études généalogiques
- Archives du chapitre et diocèse de Sion
- Archives de l’Abbaye de Saint-Maurice (Digiarchiv)
- Archives cantonales bernoises

#### Fonds aux Archives cantonales vaudoises
- AMH : Archives des monuments historiques, jusqu'en 1973 ;
- Bda 92 : Consistoire d'Ollon, 1746-1798 ;
- Bdb : classes de l'Église vaudoise, 1536-1863 ;
- C XX 9 : Ollon, parchemins, 1291-1626 ;
- Eb 92 et Ed 92 : registres paroissiaux et d'état civil d'Ollon, 1602-1875 ;
- K IX 401-600 et 1201-1300 : Département des travaux publics : bâtiments, domaines, cures et églises, XIXe – XXe siècle ;
- K XIII : Département de l'instruction publique et des cultes (en particulier K XIII 252 B : dossiers généraux du Département, période 1886-1920, cultes ; K XIII 324 B : dossiers généraux du Département, période 1921-1941, cultes) ;
- K XIV : cultes, en particulier K XIV 501-551 : archives de l'Église évangélique nationale du canton de Vaud, 1863-1966, et notamment K XIV 515-522 ;

rapports des arrondissements ;
- P Cossy : famille Cossy, d'Ollon, 1763-1913 ;
- P Isabel : François Isabel, 1896-1977 ;
- PP 516 : Église évangélique libre du canton de Vaud (administration centrale et Églises locales), 1845-1966 ;
- PP 213 (Greyloz, famille), 4 volumes manuscrits et un supplément ;
- PP 668 : Rovéréa (famille de), 1315-1867 ;
- PP 722 : Ollon (familles de la commune d'), 1705-1824 ;
- PP 744 : Pichard (famille), 1501-1873 ;
- PP 1031 : Fondation du château de la Roche, à Ollon (voir ci-dessous);
- S 34 : Service des bâtiments de l'État, plans, XIXe – XXe siècle ;
- S 60 : Archives des monuments historiques, 1973-1982 ;
- S 96 : Service des bâtiments de l'État, entretien des bâtiments, 1946-1980 ;
- S 230 : Église évangélique réformée du canton de Vaud, 1941-1974, en particulier S 230/117-134 : rapports des paroisses et des arrondissements, et S 230/135-138 : visites d'églises ;
- SB 8 : voyer de l'État pour le district d'Aigle, 1751-1956 ;
- SB 103 : Église évangélique réformée du canton de Vaud, archives des arrondissements (dont celles du 1er arrondissement, 1970-2000).

#### Archives consultables en ligne ou inventaire consultable en ligne
- PP 1031 Fonds : Fondation du château de la Roche, à Ollon (1966-2013) [5 boîtes, 0,55 mètre linéaire].  Cote : CH-000053-1 PP 1031. Archives cantonales vaudoises (présentation en ligne).